# Liste der Kulturdenkmale der Lübecker Altstadt (A–D)
- Karte mit allen Koordinaten:
- OSM |
- WikiMap

Die Liste der Kulturdenkmale in der Lübecker Altstadt umfasst Kulturdenkmale im Stadtteil Altstadt der Hansestadt Lübeck (Gemarkung Lübeck, Innere Stadt) (Stand: 7. November 2024). Aufgrund der großen Anzahl von Kulturdenkmalen ist die Liste aufgeteilt in die
- Liste der Kulturdenkmale der Lübecker Altstadt (A–D)
- Liste der Kulturdenkmale der Lübecker Altstadt (E–G)
- Liste der Kulturdenkmale der Lübecker Altstadt (H–L)
- Liste der Kulturdenkmale der Lübecker Altstadt (M–Z)

Die Bodendenkmale sind in der Liste der Bodendenkmale in Lübeck aufgeführt.

## Legende und Hinweise
In den Spalten befinden sich folgende Informationen:
- Objekt-ID: die Nummer des Kulturdenkmales
- Lage: die Adresse des Kulturdenkmales und die geographischen Koordinaten. Kartenansicht, um Koordinaten zu setzen. In der Kartenansicht sind Kulturdenkmale ohne Koordinaten mit einem roten Marker dargestellt und können in der Karte gesetzt werden. Kulturdenkmale ohne Bild sind mit einem blauen Marker gekennzeichnet, Kulturdenkmale mit Bild mit einem grünen Marker.
- Offizielle Bezeichnung: Bezeichnung des Kulturdenkmales
- Beschreibung: die Beschreibung des Kulturdenkmales
- Bild: ein Bild des Kulturdenkmales

In der Liste sind folgende Arten von Kulturdenkmalen erfasst: Bauliche Anlagen, Sachgesamtheiten, Mehrheit von baulichen Anlagen, Gründenkmale sowie Teile von baulicher Anlage. Bauliche Anlagen sind nicht entsprechend gekennzeichnet. Sachgesamtheiten und Mehrheiten von baulichen Anlagen sind einzeln erfasst sein mit der Angaben aus welchen Teilen sie bestehen. Zusätzlich können Teil davon als Bauliche Anlage erfasst sein, diese sind ebenfalls als „Teil von“ gekennzeichnet.

## Ohne genaue Straßenangabe
| Objekt-ID | Lage | Offizielle Bezeichnung | Beschreibung | Bild                                    |
| --------- | --- | ---------------------- | --- | --------------------------------------- |
| 4117      | Rosengarten 5, 7, Hundestraße 62, 64, 66, 68, 70, 72, 74, 76, 80, 86, 88, 92, 94, Wakenitzmauer 204, 206, Dr.-Julius-Leber-Straße 73, 73a, 75, Bei St. Johannis 5 () | Klostermauer           | Die gesamte bauliche Anlage. - Reste der mittelalterlichen Einfriedungsmauer des ehem. Klosters St. Johannis. In ihrer Überlieferung für die Lübecker Stadtgeschichte von besonderem geschichtlichen und besonderem städtebaulichen Wert. - Schutzgrund: geschichtlich, städtebaulich | Direkt Bild zu diesem Denkmal hochladen |

## Aegidienkirchhof
| Objekt-ID  | Lage                                                | Offizielle Bezeichnung            | Beschreibung | Bild                             |
| ---------- | --------------------------------------------------- | --------------------------------- | --- | -------------------------------- |
| 1 Wikidata | Aegidienkirchhof (53° 51′ 50″ N, 10° 41′ 23″ O)     | St.-Aegidien-Kirche (evangelisch) | Auf das gesamte Kirchengebäude mit Ausstattung und Kirchhofsbereich - St.-Aegidien-Kirche, dreischiffige Backsteinhallenkirche mit Bauabschnitten vom 13. bis 16. Jh. - Schutzgrund: geschichtlich, städtebaulich, Kulturlandschaft prägend | weitere Fotos \| Fotos hochladen |
| 2          | Aegidienkirchhof 1–3 (53° 51′ 51″ N, 10° 41′ 20″ O) | Renaissance-Traufenhaus           | Auf das gesamte Gebäude - Langgestrecktes Renaissance-Traufenhaus mit zwei Dachkernen (Fachwerk) - Schutzgrund: städtebaulich, geschichtlich, wissenschaftlich, Kulturlandschaft prägend                                                    | weitere Fotos \| Fotos hochladen |

## Aegidienstraße
| Objekt-ID  | Lage                                                | Offizielle Bezeichnung                         | Beschreibung | Bild                             |
| ---------- | --------------------------------------------------- | ---------------------------------------------- | --- | -------------------------------- |
| 3          | Aegidienstraße 10 (53° 51′ 52″ N, 10° 41′ 13″ O)    | Traufenhaus                                    | Auf das gesamte Gebäude bestehend aus Vorderhaus und Seitenflügel Mittelalterliches Traufenhaus mit 3-geschossigem Seitenflügel; um 1600 umgebaut; Schutzgrund: geschichtlich, wissenschaftlich, städtebaulich, Kulturlandschaft prägend | BW                               |
| 4          | Aegidienstraße 12 (53° 51′ 52″ N, 10° 41′ 13″ O)    | Traufenhaus                                    | Auf das gesamte Gebäude Mittelalterliches Traufenhaus, um 1800 umgebaute, verputzte Vorderfassade mit Zwerchhaus; Schutzgrund: geschichtlich, wissenschaftlich, städtebaulich, Kulturlandschaft prägend | BW                               |
| 2601       | Aegidienstraße 14 (53° 51′ 52″ N, 10° 41′ 14″ O)    | Ehem. mittelalterliches Traufenhaus            | Äußeres und erhaltenswerte Teile im Inneren Ehem. mittelalterliches Traufenhaus unter einem Dach mit Nr. 10 und 12; Schutzgrund: geschichtlich, Kulturlandschaft prägend | BW                               |
| 2582       | Aegidienstraße 18 (53° 51′ 51″ N, 10° 41′ 14″ O)    | Vorderhaus                                     | Auf das Äußere des Vorderhauses einschl. Brandwände und der gesamte Seitenflügel Vorderhaus mit schlichter, geputzter Attikafassade und Seitenflügel im Kern 15. Jh.; Haustür; Schutzgrund: wissenschaftlich, geschichtlich, städtebaulich, Kulturlandschaft prägend | weitere Fotos \| Fotos hochladen |
| 6          | Aegidienstraße 20 (53° 51′ 51″ N, 10° 41′ 15″ O)    | Bürgerhaus                                     | Auf das Äußere des Gebäudes und erhaltenswerte ältere Teile im Inneren Bürgerhaus mit 3-geschossiger Putzfassade und halbrund abgeschlossenem Aufsatzgiebel, erbaut 1803; Schutzgrund: geschichtlich, städtebaulich, Kulturlandschaft prägend | weitere Fotos \| Fotos hochladen |
| 7 Wikidata | Aegidienstraße 22 (53° 51′ 51″ N, 10° 41′ 16″ O)    | Bürgerhaus                                     | Auf das gesamte Gebäude einschl. Reste der alten Raumgestaltung im Inneren Bürgerhaus des späten 18. Jh.; Fassade im letzten Viertel des 19. Jh. im neubarocken Sinne verändert; Schutzgrund: wissenschaftlich, städtebaulich, Kulturlandschaft prägend Geverdeshof, barockes Stadtpalais von 1779, heute Sitz der Firma Hahn                                                                                    | weitere Fotos \| Fotos hochladen |
| 8          | Aegidienstraße 24 (53° 51′ 51″ N, 10° 41′ 17″ O)    | Eckhaus                                        | Auf das gesamte Gebäude Eckhaus des 18. Jh. mit einfachem geschweiftem Giebel; Schutzgrund: städtebaulich, geschichtlich, Kulturlandschaft prägend | Fotos hochladen                  |
| 1181       | Aegidienstraße 33 (53° 51′ 52″ N, 10° 41′ 15″ O)    | Mietswohnhaus                                  | Auf das gesamte Vorderhaus mit 7-achsigem Seitenflügel ohne Seitenflügel-Verlängerung und Querhaus dreieinhalbgeschossiges Mietwohnungshaus, erbaut 1864–66; spätklassizistische Putzfassade mit stichbogigen Fenstern; Schutzgrund: geschichtlich, wissenschaftlich, städtebaulich, Kulturlandschaft prägend | BW                               |
| 9          | Aegidienstraße 35 (53° 51′ 52″ N, 10° 41′ 16″ O)    | Bürgerhaus                                     | Auf das gesamte Gebäude Kleines 2-geschossiges Bürgerhaus mit Putzfassade und abgeschrägtem, von Spitzverdachung bekröntem Giebel; Schutzgrund: wissenschaftlich, geschichtlich, städtebaulich, Kulturlandschaft prägend | weitere Fotos \| Fotos hochladen |
| 10         | Aegidienstraße 37 (53° 51′ 52″ N, 10° 41′ 16″ O)    | Giebelhaus                                     | Auf das gesamte Gebäude Im Kern mittelalterliches teilunterkellertes 2-geschossiges Giebelhaus mit Seitenflügel; Schutzgrund: geschichtlich, wissenschaftlich, städtebaulich, Kulturlandschaft prägend | BW                               |
| 11         | Aegidienstraße 39 (53° 51′ 52″ N, 10° 41′ 17″ O)    | Wohngebäude                                    | Auf das gesamte Gebäude bestehend aus Vorderhaus und Seitenflügel 2-geschossiges Wohngebäude mit steilem, pfannengedeckten Satteldach und klassizistischer Putzfassade, sowie hofseitigem Seitenflügel mit 2-geschossiger Fachwerkfassade und jüngerem 3-geschossigen Anbau; Schutzgrund: geschichtlich, wissenschaftlich, städtebaulich, Kulturlandschaft prägend                                               | BW                               |
| 12         | Aegidienstraße 41 (53° 51′ 52″ N, 10° 41′ 17″ O)    | Wohngebäude                                    | Auf das Äußere des Gebäudes, bestehend aus Vorderhaus und Seitenflügel; im Inneren die in der Kennzeichnung genannten konstruktiven Teile erhalten 2-geschossiges Wohngebäude mit steilem, pfannengedeckten Satteldach und klassizistischer Putzfassade sowie hofseitigem Seitenflügel mit 2-geschossiger Fachwerkfassade; Schutzgrund: geschichtlich, wissenschaftlich, städtebaulich, Kulturlandschaft prägend | BW                               |
| 13         | Aegidienstraße 55–57 (53° 51′ 52″ N, 10° 41′ 19″ O) | Renaissance-Querhaus mit Dacherker in Fachwerk | Auf das gesamte Gebäude ohne rückwärtigen Anbau Renaissance-Querhaus mit Dacherker in Fachwerk, vermutlich aus dem 17. Jh.; Schutzgrund: geschichtlich, wissenschaftlich, Kulturlandschaft prägend | weitere Fotos \| Fotos hochladen |
| 14         | Aegidienstraße 59 (53° 51′ 52″ N, 10° 41′ 20″ O)    | Bürgerhaus                                     | Auf das gesamte Gebäude, bestehend aus Vorderhaus, Seitenflügel und Quergebäude Bürgerhaus des 18. Jh. mit barockem Volutengiebel; Schutzgrund: geschichtlich, wissenschaftlich, städtebaulich, künstlerisch, Kulturlandschaft prägend | weitere Fotos \| Fotos hochladen |
| 15         | Aegidienstraße 65 (53° 51′ 52″ N, 10° 41′ 21″ O)    | Hofgebäude                                     | Auf das Äußere des Hofgebäudes Kleines 2-geschossiges Traufenhaus mit Fachwerkobergeschoss und dreieckig geschlossenem Zwerchgiebel; Backsteinfassade geschlämmt; 17./18. Jh.; Schutzgrund: geschichtlich, wissenschaftlich, Kulturlandschaft prägend | weitere Fotos \| Fotos hochladen |
| 16         | Aegidienstraße 67 (53° 51′ 52″ N, 10° 41′ 22″ O)    | Bürgerhaus                                     | Auf das gesamte Gebäude einschl. Seitenflügel und Querhaus Bürgerhaus, 3-geschossig einschl. Seitenflügel und Quergebäude; Schutzgrund: städtebaulich, geschichtlich, Kulturlandschaft prägend | weitere Fotos \| Fotos hochladen |
| 17         | Aegidienstraße 75 (53° 51′ 52″ N, 10° 41′ 23″ O)    | Einfaches klassizistisches Gebäude             | Auf das Äußere des Gebäudes Einfaches klassizistisches Gebäude mit flachem Dreiecksgiebelschluss, 1831 als Pfarrhaus errichtet; Schutzgrund: geschichtlich, wissenschaftlich, städtebaulich, Kulturlandschaft prägend | weitere Fotos \| Fotos hochladen |
| 18         | Aegidienstraße 77 (53° 51′ 51″ N, 10° 41′ 25″ O)    | Gebäude im Backsteinrohbau                     | Auf das Äußere des Gebäudes Klassizistisches, 7-achsiges Gebäude im Backsteinrohbau, mittlere 3 Achsen durch flaches Giebeldreieck betont; Schutzgrund: geschichtlich, wissenschaftlich, städtebaulich, Kulturlandschaft prägend Pastorat der Aegidienkirche | weitere Fotos \| Fotos hochladen |

## Alfstraße
Im Marien Quartier.
| Objekt-ID   | Lage                                       | Offizielle Bezeichnung | Beschreibung | Bild                             |
| ----------- | ------------------------------------------ | ---------------------- | --- | -------------------------------- |
| 19 Wikidata | Alfstraße 32 (53° 52′ 6″ N, 10° 40′ 52″ O) | Bürgerhaus             | Auf das Äußere des Gebäudes insbesondere die Fassademit Giebel zur Alfstraße Bürgerhaus aus der Mitte des 16. Jh. mit Renaissance-Treppengiebel und einfachem rundbogigem Portal; Schutzgrund: geschichtlich, wissenschaftlich, städtebaulich, Kulturlandschaft prägend | weitere Fotos \| Fotos hochladen |
| 20 Wikidata | Alfstraße 36 (53° 52′ 6″ N, 10° 40′ 51″ O) | Mauerwerk              | Auf das Mauerwerk im Keller des erhaltenen steinwerkartigen Baus Mauerwerk im Keller eines steinwerkartigen Baues aus dem frühen 13. Jh. mit zugehöriger Treppenanlage; Schutzgrund: geschichtlich, wissenschaftlich, Kulturlandschaft prägend                          | weitere Fotos \| Fotos hochladen |
| 21 Wikidata | Alfstraße 38 (53° 52′ 6″ N, 10° 40′ 50″ O) | Eckhaus                | Auf das gesamte Gebäude einschl. gekennzeichneter Innenräume Eckhaus Alfstraße/An der Untertrave mit Renaissance-Treppengiebel des 16. Jh. zur Untertrave; Schutzgrund: geschichtlich, wissenschaftlich, städtebaulich, Kulturlandschaft prägend                        | weitere Fotos \| Fotos hochladen |

## Alsheide
| Objekt-ID | Lage                                      | Offizielle Bezeichnung | Beschreibung | Bild                             |
| --------- | ----------------------------------------- | ---------------------- | --- | -------------------------------- |
| 22        | Alsheide 15 (53° 52′ 21″ N, 10° 41′ 7″ O) | Bürgerhaus             | Auf das gesamte Gebäude Bürgerhaus mit geschweiftem dreiecksbekrönten Giebel des ausgehenden 18. Jhd.; älteste nachweisbare Bebauung von 1310; Backsteinrenaissance-Giebelhaus von etwa 1600, 1785 klassizistisch umgestaltet - Schutzgrund: geschichtlich, wissenschaftlich, städtebaulich, Kulturlandschaft prägend | weitere Fotos \| Fotos hochladen |
| 23        | Alsheide 17 (53° 52′ 21″ N, 10° 41′ 7″ O) | Bürgerhaus             | Auf das gesamte Gebäude Bürgerhaus des 17. Jhd. mit schlichtem Renaissance-Treppengiebel; älteste nachweisbare Bebauung von 1310 Backsteinrenaissance-Giebelhaus - Schutzgrund: geschichtlich, wissenschaftlich, städtebaulich, Kulturlandschaft prägend                                                              | weitere Fotos \| Fotos hochladen |

## An der Mauer
| Objekt-ID   | Lage                                                | Offizielle Bezeichnung         | Beschreibung | Bild                             |
| ----------- | --------------------------------------------------- | ------------------------------ | --- | -------------------------------- |
| 1343        | An der Mauer 4 (53° 51′ 56″ N, 10° 41′ 35″ O)       | Traufenhaus                    | Auf das gesamte Gebäude - Kleines, im Kern renaissancezeitliches, 2-geschossiges Traufenhaus mit späteren Überformungen - Schutzgrund: geschichtlich, wissenschaftlich, städtebaulich, Kulturlandschaft prägend | BW                               |
| 24          | An der Mauer 8 (53° 51′ 56″ N, 10° 41′ 35″ O)       | Traufenständiges Einzelhaus    | Auf das gesamte Gebäude, bestehend aus Vorderhaus und Seitenflügel - Traufenständiges Einzelhaus des Spätmittelalters mit einer im 18./19. Jhd. verputzten Fassade und spätbarocker Tür - 1246 (GROTH nennt das Jahr 1315) - Schutzgrund: geschichtlich, wissenschaftlich, städtebaulich, Kulturlandschaft prägend | weitere Fotos \| Fotos hochladen |
| 25          | An der Mauer 14 (53° 51′ 56″ N, 10° 41′ 35″ O)      | Traufenhaus                    | Auf das Äußere des Gebäudes sowie erhaltenswerte Teile im Inneren - Breites 2-geschossiges Traufenhaus mit Putzfassade und 3-achsigem Zwerchgiebel aus der 1. Hälfte des 19. Jhd.; 1315 auf das 16. Jahrhundert zurückgehendes Haus mit klassizistischer Fassade des 19. Jahrhunderts - Schutzgrund: geschichtlich, wissenschaftlich, städtebaulich, Kulturlandschaft prägend                                                                                          | weitere Fotos \| Fotos hochladen |
| 26          | An der Mauer 16 (53° 51′ 55″ N, 10° 41′ 35″ O)      | Traufenhaus                    | Auf das Äußere des Gebäudes sowie erhaltenswerte Teile im Inneren - Traufenhaus mit 3-geschossiger spätklassizistischer Putzfassade, die aus der Erhöhung und Veränderung der einstigen Kleinhausfassade der Zeit um 1800 hervorgegangen ist; 1315; auf das 16. Jahrhundert zurückgehendes Haus mit klassizistischer Fassade des 19. Jahrhunderts. Unter einem Dach mit Nr. 18 - Schutzgrund: geschichtlich, wissenschaftlich, städtebaulich, Kulturlandschaft prägend | Fotos hochladen                  |
| 27          | An der Mauer 18 (53° 51′ 55″ N, 10° 41′ 35″ O)      | Traufenhaus                    | Auf das Äußere des Gebäudes sowie erhaltenswerte Teile im Inneren - Kleines 2-geschossiges Traufenhaus mit verputzter Fassade und dreieckig geschlossenem Zwerchgiebel in der Mittelachse; 1315; auf das 16. Jahrhundert zurückgehendes Haus mit klassizistischer Fassade des 19. Jahrhunderts. Unter einem Dach mit Nr. 16 - Schutzgrund: geschichtlich, wissenschaftlich, städtebaulich, Kulturlandschaft prägend                                                    | Fotos hochladen                  |
| 1653        | An der Mauer 21, 23 (53° 51′ 51″ N, 10° 41′ 36″ O)  | Ehem. Luftschutzbunker         | Auf das Äußere des Gebäudes - Ehem. Luftschutzbunker von 6 Geschossen in Form eines Wehrturmes mit Kegeldach, errichtet 1940/41 im Heimatschutzstil nach Planung von Wilhelm Glogner - Schutzgrund: geschichtlich, wissenschaftlich, städtebaulich, Kulturlandschaft prägend | weitere Fotos \| Fotos hochladen |
| 3242        | An der Mauer 23a (53° 51′ 49″ N, 10° 41′ 36″ O)     | Ehem. Pumpenhaus               | * Auf das Gesamte Gebäude - Ehem. Pumpenhaus, für die „Centralstation für elektrische Beleuchtung“ in der Mengstraße errichtet - Schutzgrund: geschichtlich, städtebaulich | weitere Fotos \| Fotos hochladen |
| 2626        | An der Mauer 34 (53° 51′ 54″ N, 10° 41′ 35″ O)      | Kleinhaus                      | Fassade und konstruktives Gerüst im Inneren (Balkenlagen, Dachwerk) - Spätmittelalterliches 2-geschossiges und 2-achsiges Kleinhaus; in einer Reihe mit Nr. 28–34 unter einem Dach - Schutzgrund: geschichtlich, städtebaulich | BW                               |
| 1185        | An der Mauer 42 (53° 51′ 52″ N, 10° 41′ 34″ O)      | Traufenhaus                    | Auf das gesamte Gebäude bestehend aus Vorderhaus und Seitenflügel - Traufenhaus hinter historistischer Attikafassade mit Seitenflügel; mittelalterlicher Kernbau (Ersterwähnung 1305) - Schutzgrund: geschichtlich, wissenschaftlich, städtebaulich, Kulturlandschaft prägend | BW                               |
| 1186        | An der Mauer 44 (53° 51′ 51″ N, 10° 41′ 35″ O)      | Reihenendhaus                  | Auf das gesamte Gebäude ohne eingeschossige Hofüberbauung - Endhaus einer im Kern spätmittelalterlichen Reihenhauszeile aus 6 schmalen ursprünglich 2-geschossigen Reihenhäuser unter einem Dach - Schutzgrund: geschichtlich, wissenschaftlich, städtebaulich, Kulturlandschaft prägend | BW                               |
| 28          | An der Mauer 47 (53° 51′ 45″ N, 10° 41′ 24″ O)      | Fachwerkhaus                   | Auf das gesamte Gebäude (Halbturm und Fachwerkhaus) - Kleines Fachwerkhaus des 17. Jhd. (1670) mit vorgekragtem Obergeschoss, eingebaut in den noch erhaltenen Halbturm (des 13. Jahrhunderts) der ehem. Stadtmauer am Krähenteich; 1300 - Schutzgrund: geschichtlich, wissenschaftlich, städtebaulich, Kulturlandschaft prägend | weitere Fotos \| Fotos hochladen |
| 29          | An der Mauer 49 (53° 51′ 45″ N, 10° 41′ 24″ O)      | Fachwerkhaus                   | Auf das gesamte Gebäude - Kleines Fachwerkhaus des 17. Jhd mit vorgekragtem Obergeschoss; 1300; Fachwerkhaus von 1672, angelehnt an Reste der Stadtmauer des 13. Jahrhunderts - Schutzgrund: geschichtlich, wissenschaftlich, städtebaulich, Kulturlandschaft prägend | weitere Fotos \| Fotos hochladen |
| 30          | An der Mauer 51 (53° 51′ 44″ N, 10° 41′ 23″ O)      | Fachwerkhaus                   | Auf das gesamte Gebäude - Kleines Fachwerkhaus des 17. Jhd. mit vorgekragtem Obergeschoss; 1300 | weitere Fotos \| Fotos hochladen |
| 2589        | An der Mauer 106 (53° 51′ 47″ N, 10° 41′ 29″ O)     | Aktualisierung vorgesehen      | Aktualisierung vorgesehen | BW                               |
| 1344        | An der Mauer 112–114 (53° 51′ 47″ N, 10° 41′ 28″ O) | Traufenhaus                    | Auf das gesamte Gebäude bestehend aus Vorderhaus und Seitenflügel sowie auf die historischen Grundstücksbegrenzungen (Brand- und Glintmauern) - Traufenhaus mit Seitenflügel und Hof umschließenden mittelalterlichen Brand- und Glintmauern - Schutzgrund: geschichtlich, wissenschaftlich, städtebaulich, Kulturlandschaft prägend | BW                               |
| 31          | An der Mauer 118 (53° 51′ 47″ N, 10° 41′ 28″ O)     | Backsteintraufenhaus           | * Auf das gesamte Gebäude - Kleines Zwerchhaus, vermutlich dem späten 16. Jhd. angehörig; 1300; etwa auf das Jahr 1300 zurückgehendes Renaissance-Haus des späten 16. Jahrhunderts - geschichtlich, wissenschaftlich, städtebaulich, Kulturlandschaft prägend | Fotos hochladen                  |
| 32          | An der Mauer 120 (53° 51′ 47″ N, 10° 41′ 27″ O)     | Zwerchhaus                     | Auf das gesamte Gebäude - Kleines Zwerchhaus, vermutlich dem späten 16. Jhd. angehörig; 1328 | Fotos hochladen                  |
| 33          | An der Mauer 144 (53° 51′ 44″ N, 10° 41′ 21″ O)     | Spinnhaus (Zwangsarbeiterhaus) | Auf das Äußere des Gebäudes - Langgestrecktes, mit niedrigen Eckaufbauten versehenes ehem. „Spinnhaus“ - Schutzgrund: geschichtlich, wissenschaftlich, städtebaulich, Kulturlandschaft prägend | BW                               |
| 34          | An der Mauer 144 a (53° 51′ 44″ N, 10° 41′ 22″ O)   | Torgebäude                     | Auf das gesamte Gebäude - Ehem. Torgebäude zum Wirtschaftshof des St.-Annen-Klosters - Schutzgrund: geschichtlich, wissenschaftlich, städtebaulich, Kulturlandschaft prägend | weitere Fotos \| Fotos hochladen |
| 35          | An der Mauer 144 b (53° 51′ 44″ N, 10° 41′ 22″ O)   | Torgebäude                     | Auf das gesamte Gebäude - Ehem. Torgebäude zum Wirtschaftshof des St.-Annen-Klosters - Schutzgrund: geschichtlich, wissenschaftlich, städtebaulich, Kulturlandschaft prägend | BW                               |
| 36 Wikidata | An der Mauer 154 (53° 51′ 43″ N, 10° 41′ 20″ O)     | Kleinwohnhaus                  | Auf das gesamte Gebäude - 2-geschossiges, traufenständiges Kleinwohnhaus mit Satteldach und schlichter Putzfassade (Baujahr Ende 18. Jhd.); 1315 17490;Unter einem Dach mit Nr. 156–152 und Nr. 156–160 - Schutzgrund: geschichtlich, Kulturlandschaft prägend | Fotos hochladen                  |
| 37          | An der Mauer 156 (53° 51′ 43″ N, 10° 41′ 20″ O)     | Traufenhaus                    | Auf das Äußere des Gebäudes insbesondere die Straßenfront - 2-geschossiges Traufenhaus mit Dacherker und verputzter Fassade; 1315 erbaut im späten 13. Jahrhunderts, später umgestaltet. Unter einem Dach mit Nr. 150–154 und Nr. 158–160 - Schutzgrund: geschichtlich, wissenschaftlich, städtebaulich, Kulturlandschaft prägend | Fotos hochladen                  |
| 38          | An der Mauer 160 (53° 51′ 42″ N, 10° 41′ 19″ O)     | Traufenhaus                    | Auf das Äußere des Gebäudes insbesondere die Straßenfront - 2-geschossiges Traufenhaus mit Dacherker und verputzter Fassade; 1315 1978 nach Abbruch originalgetreu wiedererrichtetes klassizistisches Traufenhaus des späten 18. Jahrhunderts. Unter einem Dach mit Nr. 150–158 - Schutzgrund: geschichtlich, wissenschaftlich, städtebaulich, Kulturlandschaft prägend                                                                                                | Fotos hochladen                  |

## An der Obertrave
Im Marien Quartier.
| Objekt-ID     | Lage                                                                | Offizielle Bezeichnung               | Beschreibung | Bild                             |
| ------------- | ------------------------------------------------------------------- | ------------------------------------ | --- | -------------------------------- |
| 39            | An der Obertrave 6 (53° 51′ 57″ N, 10° 40′ 53″ O)                   | Haus                                 | Schutzumfang: Auf das Äußere des Gebäudes insbesondere die Fassade zur Obertrave - Haus im Abschnitt zwischen Holsten- und Pagönnienstraße 1937/38 umgebaut - Schutzgrund: geschichtlich, wissenschaftlich, städtebaulich, Kulturlandschaft prägend | weitere Fotos \| Fotos hochladen |
| 40            | An der Obertrave 7 (53° 51′ 57″ N, 10° 40′ 53″ O)                   | Bürgerhaus                           | Schutzumfang: Auf das Äußere des Gebäudes - Bürgerhaus des 16. Jhd. mit Renaissance-Treppengiebel - Schutzgrund: geschichtlich, wissenschaftlich, städtebaulich, Kulturlandschaft prägend | weitere Fotos \| Fotos hochladen |
| 41            | An der Obertrave 8 (53° 51′ 57″ N, 10° 40′ 53″ O)                   | Eckhaus                              | Schutzumfang: Auf das Äußere des Gebäudes insbesondere die Fassade mit dem Giebel zur Obertrave - Eckhaus an der Pagönnienstraße mit breitem Renaissance-Treppengiebel aus der Zeit um 1600 - Schutzgrund: geschichtlich, wissenschaftlich, städtebaulich, Kulturlandschaft prägend | weitere Fotos \| Fotos hochladen |
| 42            | An der Obertrave 11 (53° 51′ 56″ N, 10° 40′ 53″ O)                  | Bürgerhaus                           | Schutzumfang: Auf das Äußere des Gebäudes - Bürgerhaus des 18. Jhd. - Schutzgrund: geschichtlich, wissenschaftlich, städtebaulich, Kulturlandschaft prägend | weitere Fotos \| Fotos hochladen |
| 43            | An der Obertrave 12 (53° 51′ 55″ N, 10° 40′ 53″ O)                  | Eckhaus                              | Schutzumfang: Auf das Äußere des Gebäudes - Eckhaus mit geschweiftem Giebel des späten 18. Jhd. - Schutzgrund: geschichtlich, wissenschaftlich, städtebaulich, Kulturlandschaft prägend | weitere Fotos \| Fotos hochladen |
| 44            | An der Obertrave 13 (53° 51′ 55″ N, 10° 40′ 53″ O)                  | Bürgerhaus                           | Schutzumfang: Auf das Äußere des Gebäudes und erhaltenswerte Teile im Inneren - Bürgerhaus, 4-geschossig, aus dem 1. Viertel des 19. Jhd. - Schutzgrund: geschichtlich, wissenschaftlich, städtebaulich, Kulturlandschaft prägend | weitere Fotos \| Fotos hochladen |
| 45            | An der Obertrave 14 (53° 51′ 55″ N, 10° 40′ 53″ O)                  | Bürgerhaus                           | Schutzumfang: Auf das Äußere des Gebäudes und erhaltenswerte Teile im Inneren - Bürgerhaus mit 4-geschossiger Putzfassade und kleinem, durch dreieckigen Abschluss bekrönten Schweifgiebel aus der Zeit um 1800 - Eigentümer: - 1328 Reymar de Brema, Priester. - 1486–1532: Evert Sack, Salzhändler. - 1634–1544: Silvester Meßmann Ratsverwandter. - 1544–1557: Hans Schroder, Kaufmann. - 1557–1591: Hans Otto. - 1597–1607: Hans Osthoff, Kaufmann, Grote Kost. - 1607–1630: Jürgen Kümpel, Kaufmann (Salzherr). - 1630–1636: Johann Wrede, Kaufmann. - 1636–1645: Diedrich Wredes Witwe, Kauffrau. - 1928: Johann Hefti kauft das Haus. - Schutzgrund: geschichtlich, wissenschaftlich, städtebaulich, Kulturlandschaft prägend | weitere Fotos \| Fotos hochladen |
| 46            | An der Obertrave 15 (53° 51′ 54″ N, 10° 40′ 53″ O)                  | Speichergebäude                      | Schutzumfang: Auf das Äußere des Gebäudes - Speichergebäude des 19. Jhd. - Schutzgrund: geschichtlich, wissenschaftlich, städtebaulich, Kulturlandschaft prägend | weitere Fotos \| Fotos hochladen |
| 3225          | An der Obertrave 16 (53° 51′ 52″ N, 10° 40′ 53″ O)                  | Konzertgebäude                       | Schutzumfang: Auf das gesamte Gebäude - Konzertgebäude der Musikhochschule in Lübeck mit Kammermusiksaal und Großem Saal; Eckgebäude – Depenau - Schutzgrund: künstlerisch, städtebaulich | BW                               |
| 47            | An der Obertrave 16 a (53° 51′ 51″ N, 10° 40′ 53″ O)                | Speichergebäude                      | Schutzumfang: Auf das gesamte Gebäude - Speichergebäude, erbaut um 1890/95, 3-geschossiger Backsteinbau - Schutzgrund: geschichtlich, Kulturlandschaft prägend | weitere Fotos \| Fotos hochladen |
| 2587 Wikidata | An der Obertrave 19 (53° 51′ 48″ N, 10° 40′ 51″ O)                  | Hochbunker                           | Schutzumfang: Gesamtes Gebäude - 1940/41 errichteter Bunker - Schutzgrund: geschichtlich, städtebaulich | weitere Fotos \| Fotos hochladen |
| 48            | An der Obertrave 20/Im Reinfeld 3 (53° 51′ 48″ N, 10° 40′ 52″ O)    | Ganghaus                             | Schutzumfang: Auf das Äußere des Gebäudes einschl. der Haustür - Kleines Ganghaus aus dem späten 18. Jhd. - Gang „Im Reinfeld“ - Schutzgrund: geschichtlich, wissenschaftlich, städtebaulich, Kulturlandschaft prägend | BW                               |
| 49            | An der Obertrave 20/Im Reinfeld 4 (53° 51′ 48″ N, 10° 40′ 52″ O)    | Ganghaus                             | Schutzumfang: Auf das Äußere des Gebäudes - Kleines Ganghaus aus dem späten 18. Jhd. - Gang „Im Reinfeld“ - Schutzgrund: geschichtlich, wissenschaftlich, städtebaulich, Kulturlandschaft prägend | BW                               |
| 50            | An der Obertrave 20/Im Reinfeld 5 (53° 51′ 48″ N, 10° 40′ 52″ O)    | Ganghaus                             | Schutzumfang: Auf das Äußere des Gebäudes - Kleines Ganghaus aus dem späten 18. Jhd. - Gang „Im Reinfeld“ - Schutzgrund: geschichtlich, wissenschaftlich, städtebaulich, städtebaulich | BW                               |
| 51            | An der Obertrave 20/Im Reinfeld 6 (53° 51′ 48″ N, 10° 40′ 52″ O)    | Ganghaus                             | Schutzumfang: Auf das Äußere des Gebäudes - Kleines Ganghaus aus dem späten 18. Jhd. - Gang „Im Reinfeld“ - Schutzgrund: geschichtlich, wissenschaftlich, städtebaulich, Kulturlandschaft prägend | BW                               |
| 52            | An der Obertrave 20/Im Reinfeld 7 (53° 51′ 48″ N, 10° 40′ 52″ O)    | Ganghaus                             | Schutzumfang: Auf das Äußere des Gebäudes einschl. der Haustür - Kleines Ganghaus aus dem späten 18. Jhd. - Gang „Im Reinfeld“ - Schutzgrund: geschichtlich, geschichtlich, städtebaulich, Kulturlandschaft prägend | BW                               |
| 53            | An der Obertrave 20/Im Reinfeld 8 (53° 51′ 48″ N, 10° 40′ 52″ O)    | Ganghaus                             | Schutzumfang: Auf das Äußere des Gebäudes - Kleines Ganghaus aus dem späten 18. Jhd. - Gang „Im Reinfeld“ - Schutzgrund: geschichtlich, wissenschaftlich, städtebaulich, Kulturlandschaft prägend | BW                               |
| 54            | An der Obertrave 21 (53° 51′ 47″ N, 10° 40′ 50″ O)                  | Haus                                 | Schutzumfang: Auf das Äußere des Gebäudes - Haus mit Dreiecksgiebel aus dem 16. Jhd. - Eckgebäude – Dankwartsgrube 74 - Schutzgrund: geschichtlich, wissenschaftlich, städtebaulich, Kulturlandschaft prägend | BW                               |
| 55            | An der Obertrave 23 (53° 51′ 45″ N, 10° 40′ 50″ O)                  | Traufenhaus                          | Schutzumfang: Auf das gesamte Gebäude - Kleines Traufenhaus vermutlich aus dem 17. Jhd. - Schutzgrund: städtebaulich, geschichtlich, Kulturlandschaft prägend | weitere Fotos \| Fotos hochladen |
| 56            | An der Obertrave 24 (53° 51′ 45″ N, 10° 40′ 50″ O)                  | Traufenhaus                          | Schutzumfang: Auf das gesamte Gebäude - Kleines Traufenhaus mit vorgekragtem Obergeschoss (Fachwerk) und barockem Dacherker; vermutlich aus dem 17. Jhd. - Schutzgrund: städtebaulich, geschichtlich, Kulturlandschaft prägend | weitere Fotos \| Fotos hochladen |
| 57            | An der Obertrave 25 (53° 51′ 45″ N, 10° 40′ 50″ O)                  | Bürgerhaus                           | Schutzumfang: Auf das Äußere des Gebäudes insbesondere auf die Fassade zur Obertrave - Bürgerhaus mit ehem. Renaissance-Treppengiebel - Schutzgrund: geschichtlich, wissenschaftlich, städtebaulich, Kulturlandschaft prägend | weitere Fotos \| Fotos hochladen |
| 58            | An der Obertrave 28 (53° 51′ 44″ N, 10° 40′ 50″ O)                  | Traufenhaus                          | Schutzumfang: Auf das Äußere des Gebäudes und erhaltenswerte Teile im Inneren - 2-geschossiges kleines Traufenhaus mit verputzter Fassade und dreieckübergiebeltem Dacherker aus der Zeit um 1800 - Schutzgrund: geschichtlich, wissenschaftlich, städtebaulich, Kulturlandschaft prägend | weitere Fotos \| Fotos hochladen |
| 59            | An der Obertrave 30–31 (53° 51′ 44″ N, 10° 40′ 50″ O)               | Traufenhaus                          | Schutzumfang: Auf das Äußere des Gebäudes insbesondere die Fassade zur Obertrave - Traufenhaus der Renaissance mit vorgekragtem Obergeschoss, vermutlich aus der 1. Hälfte des 17. Jhd. - Schutzgrund: geschichtlich, wissenschaftlich, städtebaulich, Kulturlandschaft prägend | weitere Fotos \| Fotos hochladen |
| 60            | An der Obertrave 32 (53° 51′ 44″ N, 10° 40′ 50″ O)                  | Traufenhaus                          | Schutzumfang: Auf das Äußere des Gebäudes sowie erhaltenswerte Teile im Inneren - Kleines Traufenhaus; 2-geschossig - Schutzgrund: geschichtlich, wissenschaftlich, städtebaulich, Kulturlandschaft prägend | weitere Fotos \| Fotos hochladen |
| 61            | An der Obertrave 36 (53° 51′ 42″ N, 10° 40′ 52″ O)                  | Wappen                               | Schutzumfang: Auf das Wappen und Inschrift über der Haustür Wappen über der Haustür der im Übrigen einfachen Fassade sowie Inschrift SOLI DEO GLORIA Ao 1726 - Schutzgrund: geschichtlich, wissenschaftlich, städtebaulich, Kulturlandschaft prägend | weitere Fotos \| Fotos hochladen |
| 62            | An der Obertrave 37/Rehagens Gang 1 (53° 51′ 42″ N, 10° 40′ 52″ O)  | Ganganlage                           | Schutzumfang: Alle originalen Bauteile des Ganghauses mit Schuppen - Ganganlage des 18. Jhd. - Schutzgrund: geschichtlich, wissenschaftlich, städtebaulich, Kulturlandschaft prägend | BW                               |
| 63            | An der Obertrave 37/Rehagens Gang 2 (53° 51′ 42″ N, 10° 40′ 53″ O)  | Ganganlage                           | Schutzumfang: Alle originalen Bauteile des Ganghauses mit Schuppen - Ganganlage des 18. Jhd. - Schutzgrund: geschichtlich, wissenschaftlich, städtebaulich, Kulturlandschaft prägend | BW                               |
| 64            | An der Obertrave 37/Rehagens Gang 3 (53° 51′ 42″ N, 10° 40′ 53″ O)  | Ganganlage                           | Schutzumfang: Alle originalen Bauteile des Ganghauses mit Schuppen - Ganganlage des 18. Jhd. - Schutzgrund: geschichtlich, wissenschaftlich, städtebaulich, Kulturlandschaft prägend | BW                               |
| 65            | An der Obertrave 37/Rehagens Gang 4 (53° 51′ 42″ N, 10° 40′ 53″ O)  | Ganganlage                           | Schutzumfang: Alle originalen Bauteile des Ganghauses mit Schuppen - Ganganlage des 18. Jhd. - Schutzgrund: geschichtlich, wissenschaftlich, städtebaulich, Kulturlandschaft prägend | BW                               |
| 66            | An der Obertrave 38 (53° 51′ 42″ N, 10° 40′ 52″ O)                  | Bürgerhaus                           | Schutzumfang: Auf das gesamte Gebäude - Bürgerhaus mit einfachem Renaissance-Treppengiebel des frühen 17. Jhd. - Schutzgrund: geschichtlich, wissenschaftlich, städtebaulich, städtebaulich | weitere Fotos \| Fotos hochladen |
| 67            | An der Obertrave 39 (53° 51′ 42″ N, 10° 40′ 53″ O)                  | Traufenhaus                          | Schutzumfang: Auf das gesamte Gebäude, einschl. historischer Dielenausstattung und Rokokotreppe - Traufenhaus mit Rkokoko-Haustür - Schutzgrund: geschichtlich, wissenschaftlich, städtebaulich, Kulturlandschaft prägend | weitere Fotos \| Fotos hochladen |
| 68            | An der Obertrave 41 (53° 51′ 42″ N, 10° 40′ 53″ O)                  | Querhaus                             | Schutzumfang: Auf das gesamte Gebäude bestehend aus Vorderhaus und Seitenflügel - Querhaus mit Zwerchgiebel vermutlich aus dem 18. Jhd. - Schutzgrund: geschichtlich, wissenschaftlich, städtebaulich, Kulturlandschaft prägend | weitere Fotos \| Fotos hochladen |
| 69            | An der Obertrave 42 (53° 51′ 41″ N, 10° 40′ 53″ O)                  | Querhaus                             | Schutzumfang: Auf das gesamte Gebäude bestehend aus Vorderhaus und Seitenflügel - Querhaus mit abgetreppten Zwerchgiebel des frühen 17. Jhd. - Schutzgrund: geschichtlich, wissenschaftlich, städtebaulich, Kulturlandschaft prägend | weitere Fotos \| Fotos hochladen |
| 70            | An der Obertrave 43 (53° 51′ 41″ N, 10° 40′ 54″ O)                  | Fachwerktraufenhaus (ehem. Roßmühle) | Schutzumfang: Auf das Äußere des Gebäudes Ehem. Roßmühle - Fachwerktraufenhaus, erbaut 1750 von Johann Adam Soherr - Schutzgrund: geschichtlich, wissenschaftlich, städtebaulich, Kulturlandschaft prägend | weitere Fotos \| Fotos hochladen |
| 71            | An der Obertrave 44 (53° 51′ 41″ N, 10° 40′ 55″ O)                  | Traufenhaus                          | Schutzumfang: Auf das Äußere des Gebäudes und erhaltenswerte ältere Teile im Inneren - 2-geschossiges Traufenhaus mit abgeschlossenem Zwerchgiebel - Schutzgrund: geschichtlich, wissenschaftlich, städtebaulich, Kulturlandschaft prägend | weitere Fotos \| Fotos hochladen |
| 2621          | An der Obertrave 46/Stüwes Gang 1, 2 (53° 51′ 41″ N, 10° 40′ 56″ O) | Ganghaus                             | Schutzumfang: - Auf das Äußeres des Gebäudes, sowie konstruktive Gerüst, Fensteranlagen und Treppe - Mitte des 16. Jahrhunderts erbautes zweigeschossiges Gebäude - Schutzgrund: geschichtlich, wissenschaftlich, städtebaulich | BW                               |
| 72            | An der Obertrave 46/Stüwes Gang 5, 6 (53° 51′ 41″ N, 10° 40′ 56″ O) | Traufenhaus                          | Schutzumfang: Auf das gesamte Gebäude - 2-geschossiges Traufenhaus mit Fachwerkobergeschoss und kleinem Zwerchgiebel am Ende der nordseitigen Bebauung von „Stüwes Gang“ - Schutzgrund: geschichtlich, wissenschaftlich, städtebaulich, Kulturlandschaft prägend | BW                               |
| 73            | An der Obertrave 46/Stüwes Gang 7 (53° 51′ 41″ N, 10° 40′ 57″ O)    | Ganghaus                             | Schutzumfang: Auf das gesamte Gebäude - Ganghaus im Stüwes Gang - Schutzgrund: geschichtlich, wissenschaftlich, städtebaulich | BW                               |
| 74            | An der Obertrave 46/Stüwes Gang 8 (53° 51′ 41″ N, 10° 40′ 56″ O)    | Ganghaus                             | Schutzumfang: Auf das Äußere des Gebäudes sowie die Treppe im Inneren - Ganghaus im Stüwes Gang - Schutzgrund: geschichtlich, wissenschaftlich, städtebaulich, Kulturlandschaft prägend | BW                               |
| 75            | An der Obertrave 47 (53° 51′ 41″ N, 10° 40′ 56″ O)                  | Kleinhaus                            | Schutzumfang: Auf das Äußere des Gebäudes insbesondere die Fassade zur Obertrave - Kleinhaus mit Dacherker - Schutzgrund: geschichtlich, wissenschaftlich, technisch, Kulturlandschaft prägend | weitere Fotos \| Fotos hochladen |
| 76            | An der Obertrave 48 (53° 51′ 40″ N, 10° 40′ 56″ O)                  | Kleinhaus                            | Schutzumfang: Auf das Äußere des Gebäudes insbesondere die Fassade zur Obertrave - Kleinhaus mit Dacherker - Schutzgrund: geschichtlich, wissenschaftlich, städtebaulich, Kulturlandschaft prägend | weitere Fotos \| Fotos hochladen |
| 77            | An der Obertrave 49 (53° 51′ 40″ N, 10° 40′ 56″ O)                  | Kleinhaus                            | Schutzumfang: Auf das Äußere des Gebäudes insbesondere die Fassade zur Obertrave - Kleinhaus mit Dacherker - Schutzgrund: geschichtlich, wissenschaftlich, städtebaulich, Kulturlandschaft prägend | weitere Fotos \| Fotos hochladen |
| 78            | An der Obertrave 51 (53° 51′ 40″ N, 10° 40′ 56″ O)                  | Kleinhaus                            | Schutzumfang: Auf das Äußere des Gebäudes insbesondere die Fassade zur Obertrave - Kleinhaus mit Dacherker - Schutzgrund: geschichtlich, wissenschaftlich, städtebaulich, Kulturlandschaft prägend | weitere Fotos \| Fotos hochladen |
| 79            | An der Obertrave 52 (53° 51′ 40″ N, 10° 40′ 57″ O)                  | Kleinhaus                            | Schutzumfang: Auf das Äußere des Gebäudes insbesondere die Fassade zur Obertrave - Kleinhaus mit Dacherker - Schutzgrund: geschichtlich, wissenschaftlich, städtebaulich, Kulturlandschaft prägend | weitere Fotos \| Fotos hochladen |
| 80            | An der Obertrave 53 (53° 51′ 40″ N, 10° 40′ 57″ O)                  | Kleinhaus                            | Schutzumfang: Auf das Äußere des Gebäudes insbesondere die Fassade zur Obertrave - Kleinhaus mit Dacherker - Schutzgrund: geschichtlich, wissenschaftlich, städtebaulich, Kulturlandschaft prägend | weitere Fotos \| Fotos hochladen |

## An der Untertrave
Zwischen Mengstraße und Holstenstraße im Marien Quartier.
| Objekt-ID   | Lage                                                                                          | Offizielle Bezeichnung     | Beschreibung | Bild                             |
| ----------- | --------------------------------------------------------------------------------------------- | -------------------------- | --- | -------------------------------- |
| 81          | An der Untertrave 1 b (53° 52′ 28″ N, 10° 41′ 20″ O)                                          | Lagerschuppen 9 Schuppen 9 | Schutzumfang: Auf das gesamte Gebäude inkl. der straßenseitigen Doppelstufen - Lagerhallenbau von 1906; zweischiffig - Teil der Sachgesamtheit – Hafenanlagen um 1900 - Schutzgrund: geschichtlich, städtebaulich, Kulturlandschaft prägend | weitere Fotos \| Fotos hochladen |
| 82          | An der Untertrave 6 (53° 52′ 26″ N, 10° 41′ 17″ O)                                            | Wohngebäude                | Schutzumfang: Auf das gesamte Gebäude - Kleines, 2-geschossiges Wohnhaus mit hohem Satteldach - Schutzgrund: geschichtlich, wissenschaftlich, städtebaulich | weitere Fotos \| Fotos hochladen |
| 1187        | An der Untertrave 8 (53° 52′ 25″ N, 10° 41′ 17″ O)                                            | Giebelhaus                 | Schutzumfang: Auf das gesamte Gebäude bestehend aus Vorderhaus und Seitenflügel - Im Kern älteres, vermutlich noch aus dem 16. Jhd. stammendes, im Laufe der Zeit teils stark überformtes Giebelhaus - Schutzgrund: geschichtlich, wissenschaftlich, städtebaulich, Kulturlandschaft prägend | weitere Fotos \| Fotos hochladen |
| 4038        | An der Untertrave 12-13 (53° 52′ 25″ N, 10° 41′ 16″ O)                                        | Wohn- und Geschäftsgebäude | Schutzumfang: Auf die städtebaulich wirksame Bausubstanz der markanten Eckbebauung (Materialität, Straßenfassaden, Kubatur, Dachform), den Dachstuhl sowie den prägenden und im Kon-text mit dem Gebäude stehenden halböffentlichen Bereich (Hausflur mit Treppenanlage und bauzeitlichen Türen). - Wohn- und Geschäftsgebäude, erbaut 1907 und entworfen vom Architekten Peter Sönnichsen. Als besonderes städtebauliches und künstlerisches Dokument des Übergangs vom Architekturstil des Historismus zum Heimatschutzstil. - Eckgebäude - Große Altefähre - Schutzgrund: künstlerisch, städtebaulich | Fotos hochladen                  |
| 83          | An der Untertrave 18 (53° 52′ 24″ N, 10° 41′ 12″ O)                                           | Bürgerhaus                 | Schutzumfang: Auf das Äußere des Gebäudes einschl. Flügelbau sowie erhaltenswerte ältere Teile im Inneren - Bürgerhaus mit Seitenflügel mit schlichter klassizistischer Putzfassade aus der Zeit um 1800 - Schutzgrund: geschichtlich, wissenschaftlich, städtebaulich, Kulturlandschaft prägend | Fotos hochladen                  |
| 1348        | An der Untertrave 19/Hellgrüner Gang 5 (53° 52′ 23″ N, 10° 41′ 10″ O)                         | Ganghaus                   | Schutzumfang: Auf das gesamte Gebäude - Ganghaus unter einem Dach in der Reihenhauszeile Nr. 3 bis 7 von 1582 - Schutzgrund: geschichtlich, wissenschaftlich, städtebaulich, Kulturlandschaft prägend | BW                               |
| 3185        | An der Untertrave 19/Hellgrüner Gang 11 (53° 52′ 23″ N, 10° 41′ 11″ O)                        | Ganghaus                   | Schutzumfang: Auf das gesamte Gebäude - Endhaus einer Budenbebauung - Schutzgrund: geschichtlich, städtebaulich, Kulturlandschaft prägend | BW                               |
| 84          | An der Untertrave 21 (53° 52′ 24″ N, 10° 41′ 11″ O)                                           | Traufenständiges Gebäude   | Schutzumfang: Auf das gesamte Gebäude - Traufenständiges Gebäude; 16. Jhd.; dreigeschossig - Schutzgrund: geschichtlich, Kulturlandschaft prägend | BW                               |
| 85          | An der Untertrave 27–28 (53° 52′ 23″ N, 10° 41′ 9″ O)                                         | Langgestrecktes Gebäude    | Schutzumfang: Auf das Äußere des Gebäudes insbesondere die Rückfront zum Gang - Langgestrecktes Gebäude mit Putzgiebelfront von 1899 - Schutzgrund: geschichtlich, wissenschaftlich, städtebaulich, Kulturlandschaft prägend | BW                               |
| 86 Wikidata | An der Untertrave 34 (53° 52′ 22″ N, 10° 41′ 7″ O)                                            | Speicherbau Die Eiche      | Schutzumfang: Auf das gesamte Gebäude - Monumentaler Speicherbau aus rotem Backstein, erbaut 1873 für die Familie Mann (Thomas Johann Heinrich Mann) als Kornspeicher mit dem Namen „Die Eiche“ - Schutzgrund: geschichtlich, wissenschaftlich, städtebaulich, Kulturlandschaft prägend | weitere Fotos \| Fotos hochladen |
| 87          | An der Untertrave 39 (53° 52′ 22″ N, 10° 41′ 5″ O)                                            | Eckhaus                    | Schutzumfang: Auf das Äußere des Gebäudes insbesondere die Fassade zur Untertrave - Eckhaus an der Alsheide mit Renaissance-Treppengiebel aus der Zeit um 1600 - Schutzgrund: geschichtlich, wissenschaftlich, städtebaulich, Kulturlandschaft prägend | BW                               |
| 88          | An der Untertrave 42 (53° 52′ 21″ N, 10° 41′ 5″ O)                                            | Bürgerhaus                 | Schutzumfang: Auf das Äußere des Gebäudes sowie die Ausstattung im OG des Seitenflügels - Bürgerhaus mit verputzter, durch flaches Dreieck abgeschlossener Schweifgiebelfassade aus dem späten 18. Jhd. - Schutzgrund: geschichtlich, wissenschaftlich, städtebaulich, Kulturlandschaft prägend | weitere Fotos \| Fotos hochladen |
| 89          | An der Untertrave 47 a (53° 52′ 22″ N, 10° 41′ 4″ O)                                          | Lagerschuppen 6 Schuppen 6 | Schutzumfang: Auf das Äußere des Gebäudes - einschiffiger, eingeschossiger Lagerhallenbau von 1906 - Teil der Sachgesamtheit – Hafenanlagen um 1900 - Schutzgrund: wissenschaftlich, geschichtlich, städtebaulich, Kulturlandschaft prägend | weitere Fotos \| Fotos hochladen |
| 90          | An der Untertrave 52, 53 (53° 52′ 20″ N, 10° 41′ 1″ O)                                        | Bürgerhaus                 | Schutzumfang: Auf das Äußere des Gebäudes 52, 53, die Brandmauern, das Äußere beider Seitenflügel, sowie bemalte Decken - Bürgerhaus mit Renaissance-Giebel aus der Zeit um 1600 - Schutzgrund: geschichtlich, wissenschaftlich, städtebaulich, Kulturlandschaft prägend | weitere Fotos \| Fotos hochladen |
| 91          | An der Untertrave 60 (53° 52′ 18″ N, 10° 40′ 57″ O)                                           | Bürgerhaus                 | Schutzumfang: Auf das gesamte Gebäude - Bürgerhaus mit verputzter, 3-geschossiger und durch Giebeldreieck abgeschlossener Fassade aus der 2. Hälfte des 18. Jhd. - Schutzgrund: geschichtlich, wissenschaftlich, städtebaulich, Kulturlandschaft prägend | weitere Fotos \| Fotos hochladen |
| 92          | An der Untertrave 61 (53° 52′ 18″ N, 10° 40′ 57″ O)                                           | Bürgerhaus                 | Schutzumfang: Auf das Äußere des Gebäudes insbesondere die Fassade zur Untertrave - Bürgerhaus mit Renaissance-Treppengiebel aus der Zeit um 1600 - Schutzgrund: geschichtlich, wissenschaftlich, städtebaulich, Kulturlandschaft prägend | Fotos hochladen                  |
| 93          | An der Untertrave 62 (53° 52′ 18″ N, 10° 40′ 57″ O)                                           | Wohnhaus                   | Schutzumfang: Auf die Straßen-/Hoffassade, Seitenflügel, Brandmauern und Dachkonstruktion - Wohnhaus; 2-geschossig; 16. Jhd.; Renaissance-Treppengiebel - Schutzgrund: geschichtlich, wissenschaftlich, städtebaulich, Kulturlandschaft prägend | Fotos hochladen                  |
| 94          | An der Untertrave 64 (53° 52′ 17″ N, 10° 40′ 56″ O)                                           | Wohn- und Geschäftshaus    | Schutzumfang: Auf das Äußere des Gebäudes - 4-geschossiges Wohn- und Geschäftshaus unter abgewalmtem Pultdach, erbaut 1906/07 - Schutzgrund: geschichtlich, wissenschaftlich, städtebaulich, Kulturlandschaft prägend | BW                               |
| 95          | An der Untertrave 70 (53° 52′ 16″ N, 10° 40′ 54″ O)                                           | Eckhaus                    | Schutzumfang: Auf das gesamte Gebäude - Eckhaus, zusammen mit Fischergrube 83 Baugruppe des 18. Jhd. mit ähnlichen Fassaden an der Fischergrube - Schutzgrund: geschichtlich, wissenschaftlich, städtebaulich, Kulturlandschaft prägend | weitere Fotos \| Fotos hochladen |
| 96          | An der Untertrave 86 (53° 52′ 12″ N, 10° 40′ 49″ O)                                           | Bürgerhaus                 | Schutzumfang: Auf das Äußere des Gebäudes insbesondere die Fassade zur Untertrave und ältere Teile im Inneren - Bürgerhaus mit Renaissance-Treppengiebel - Schutzgrund: geschichtlich, wissenschaftlich, städtebaulich, städtebaulich | weitere Fotos \| Fotos hochladen |
| 1188        | An der Untertrave 90 (53° 52′ 10″ N, 10° 40′ 49″ O)                                           | Wohn- und Geschäftshaus    | Schutzumfang: Auf das gesamte Vorderhaus, sowie Brandmauern im eingeschossigen hofseitigen Anbau - Schmales, giebelständiges, 4-geschossiges Wohn- und Geschäftshaus von 4 Geschossen, 1891 zwischen mittelalterlichen Brandmauern (Ersterwähnung 1295) neu erbaut - Schutzgrund: geschichtlich, wissenschaftlich, städtebaulich, Kulturlandschaft prägend | BW                               |
| 97 Wikidata | An der Untertrave 96 (53° 52′ 7″ N, 10° 40′ 50″ O)                                            | Fachwerkhaus               | Schutzumfang: Auf das gesamte Gebäude - Auf Pfeiler vorgekragtes, 4-geschossiges Fachwerkhaus, vermutlich aus den 17. Jhd., mit Seitenflügel - Schutzgrund: geschichtlich, wissenschaftlich, städtebaulich, Kulturlandschaft prägend | weitere Fotos \| Fotos hochladen |
| 98          | An der Untertrave 97 (53° 52′ 7″ N, 10° 40′ 50″ O)                                            | Speichergebäude            | Schutzumfang: Auf das Äußere des Gebäudes - Speichergebäude mit neugotischer Backsteinfassade von 1871 - Schutzgrund: geschichtlich, geschichtlich, städtebaulich, Kulturlandschaft prägend | weitere Fotos \| Fotos hochladen |
| 99          | An der Untertrave 98 (53° 52′ 6″ N, 10° 40′ 50″ O)                                            | Speichergebäude            | Schutzumfang: Auf das gesamte Gebäude - Speichergebäude mit neugotischer Backsteinfassade; 1870 von Lienau erbaut - Schutzgrund: wissenschaftlich, Kulturlandschaft prägend | weitere Fotos \| Fotos hochladen |
| 4112        | An der Untertrave 104, Braunstraße 34 - 36, Fischstraße 29 - 31 (53° 52′ 3″ N, 10° 40′ 52″ O) | Block 72 "Bedué-Areal"     | Schutzumfang: Der Denkmalschutz erstreckt sich auf das Äußere der nordöstlichen Blockrandbebauung des Blocks 72 (Materialität, Straßenfassaden, Kubatur, Dachformen) sowie auf weitere, in der Kennzeichnung genannte Architekturelemente. - Kurzbeschreibung: Drei Wohn- und Geschäftsgebäude mit eingeschossigem Verbindungsbau und Durchfahrt an der Fischstraße; nordöstliche Blockrandbebauung (Block 72) der 1950er-Jahre (1953-1959). - Begründung: geschichtlich, städtebaulich - Mehrheit von baulichen Anlagen: An der Untertrave 104, Braunstraße 34 - 36, Fischstraße 29 - 31                | BW                               |
| 3176        | An der Untertrave 114-115 (53° 51′ 59″ N, 10° 40′ 52″ O)                                      | Wohn- und Geschäftshaus    | Schutzumfang: Auf das Äußere des Gebäudes. - Viergeschossiges Eckgebäude zur Holstenstraße, zunächst Nr. 115 von Julius Grube 1888 errichtet, dann in gleicher Weise 1907 auf das Nachbargrundstück Nr. 114 erweitert. - Schutzgrund: städtebaulich, künstlerisch | BW                               |

## Balauerfohr
| Objekt-ID | Lage                                          | Offizielle Bezeichnung | Beschreibung | Bild                             |
| --------- | --------------------------------------------- | ---------------------- | --- | -------------------------------- |
| 100       | Balauerfohr 2 (53° 51′ 55″ N, 10° 41′ 28″ O)  | Traufenhaus            | Schutzumfang: Auf das gesamte Gebäude - zweigeschossiges, dreiachsiges Traufenhaus mit Zwerchhaus - Schutzgrund: geschichtlich, wissenschaftlich, städtebaulich, Kulturlandschaft prägend | weitere Fotos \| Fotos hochladen |
| 101       | Balauerfohr 3 (53° 51′ 54″ N, 10° 41′ 29″ O)  | Traufenhaus            | Schutzumfang: Auf das Äußere des Gebäudes und erhaltenswerte Teile im Inneren - Kleines zweigeschossiges Traufenhaus mit schlichter Putzfassade und einfachem Zwerchgiebel; gestaltet in dieser Form um 1800 - Schutzgrund: geschichtlich, wissenschaftlich, städtebaulich, Kulturlandschaft prägend | weitere Fotos \| Fotos hochladen |
| 102       | Balauerfohr 4 (53° 51′ 54″ N, 10° 41′ 28″ O)  | Traufenhaus            | Schutzumfang: Auf das Äußere und Konstruktion des Gebäudes - Traufenhaus mit Zwerchgiebel; zweigeschossig - Schutzgrund: geschichtlich, wissenschaftlich, Kulturlandschaft prägend | Fotos hochladen                  |
| 104       | Balauerfohr 37 (53° 51′ 50″ N, 10° 41′ 26″ O) | Bürgerhaus             | Schutzumfang: Auf das Äußere des Gebäudes - Bürgerhaus mit Treppengiebel; 1600 - Schutzgrund: geschichtlich, wissenschaftlich, städtebaulich, Kulturlandschaft prägend | weitere Fotos \| Fotos hochladen |

## Beckergrube
| Objekt-ID    | Lage                                             | Offizielle Bezeichnung                   | Beschreibung | Bild                             |
| ------------ | ------------------------------------------------ | ---------------------------------------- | --- | -------------------------------- |
| 105          | Beckergrube 2 (53° 52′ 11″ N, 10° 41′ 14″ O)     | Wohn- und Geschäftsgebäude               | Schutzumfang: Auf das Äußere des Gebäudes insbesondere die Fassaden zur Beckergrube und Breiten Straße - Wohn- und Geschäftshaus; viergeschossig; Eckgebäude Breite Straße 32-34; ehemals Café Opera und Nachtclub Café Fauth - Schutzgrund: städtebaulich, Kulturlandschaft prägend | weitere Fotos \| Fotos hochladen |
| 108 Wikidata | Beckergrube 10–14 (53° 52′ 11″ N, 10° 41′ 11″ O) | Stadttheater                             | Schutzumfang: Auf den gesamten Komplex - Theatergebäude einschl. Saalbau; 1907–08 Martin Dülfer - Schutzgrund: geschichtlich, wissenschaftlich, städtebaulich, Kulturlandschaft prägend | weitere Fotos \| Fotos hochladen |
| 109          | Beckergrube 16 (53° 52′ 11″ N, 10° 41′ 9″ O)     | Bürgerhaus                               | Schutzumfang: Auf das gesamte Gebäude bestehend aus Vorderhaus und Seitenflügel - Bürgerhaus mit spätklassizistischer Fassade aus der 1. Hälfte des 19. Jhd. - Schutzgrund: geschichtlich, künstlerisch, städtebaulich, Kulturlandschaft prägend | weitere Fotos \| Fotos hochladen |
| 1191         | Beckergrube 38–40 (53° 52′ 11″ N, 10° 41′ 4″ O)  | Bürohaus                                 | Schutzumfang: Auf das gesamte Gebäude einschl. dem Treppenhausbau im Innenhof - Stammhaus der Firma Possehl; traufenständiges ziegelsichtiges Bürohaus über 4 Geschosse im neogotischen Stil von Christoph Hehl, erbaut in 2 Abschnitten, 1902 Nr. 40, 1909 Erweiterung auf Nr. 38 in Ecklage zur Kupferschmiedestraße - Schutzgrund: geschichtlich, wissenschaftlich, städtebaulich, Kulturlandschaft prägend                    | weitere Fotos \| Fotos hochladen |
| 3194         | Beckergrube 42–52 (53° 52′ 11″ N, 10° 41′ 2″ O)  | Treppenanlage                            | Schutzumfang: Auf die Treppenanlage im Gebäude - Treppenanlage der 1970er Jahre auf geschwungenem Grundriss mit Pendellampen - Teile von baulichen Anlagen - Schutzgrund: geschichtlich | BW                               |
| 110          | Beckergrube 63 (53° 52′ 10″ N, 10° 40′ 58″ O)    | Bürgerhaus                               | Schutzumfang: Auf das Äußere des Gebäudes, einschl. der Brandmauern, der Balkenlager und des Dachstuhls - Bürgerhaus mit geschweiftem Giebel; durchgehend genutzt im Inneren mit Blocksquerstraße 2 und 4 - Schutzgrund: geschichtlich, wissenschaftlich, städtebaulich, Kulturlandschaft prägend | weitere Fotos \| Fotos hochladen |
| 111          | Beckergrube 65 (53° 52′ 10″ N, 10° 40′ 57″ O)    | Bürgerhaus                               | Schutzumfang: Auf das Äußere des Gebäudes insbesondere die Fassade zur Beckergrube - Bürgerhaus mit Renaissance-Treppengiebel aus der 2. Hälfte des 16. Jhd. - Schutzgrund: geschichtlich, wissenschaftlich, städtebaulich, Kulturlandschaft prägend | weitere Fotos \| Fotos hochladen |
| 112          | Beckergrube 67 (53° 52′ 10″ N, 10° 40′ 57″ O)    | Treppengiebel                            | Schutzumfang: Auf den Treppengiebel an der Beckergrube - Renaissance-Treppengiebel mit Taustabprofil an den Staffeln; etwa Mitte 16. Jhd. - Teile von baulichen Anlagen - Schutzgrund: geschichtlich, wissenschaftlich, städtebaulich, Kulturlandschaft prägend | weitere Fotos \| Fotos hochladen |
| 114 Wikidata | Beckergrube 71 (53° 52′ 10″ N, 10° 40′ 56″ O)    | Bürgerhaus                               | Schutzumfang: Auf das Äußere des Gebäudes insbesondere die Fassade und erhaltene Teile im Inneren/Treppe - Bürgerhaus mit Renaissance-Treppengiebel; 16. Jhd. - Schutzgrund: geschichtlich, wissenschaftlich, städtebaulich, Kulturlandschaft prägend | weitere Fotos \| Fotos hochladen |
| 115          | Beckergrube 73 (53° 52′ 10″ N, 10° 40′ 55″ O)    | Bürgerhaus                               | Schutzumfang: Auf das gesamte Gebäude - Bürgerhaus mit spätklassizistischer dreigeschossiger Putzfassade aus der Zeit um 1870 - Schutzgrund: geschichtlich, wissenschaftlich, städtebaulich, Kulturlandschaft prägend | Fotos hochladen                  |
| 1345         | Beckergrube 74 (53° 52′ 11″ N, 10° 40′ 54″ O)    | Mietwohnungshaus                         | Schutzumfang: Auf das gesamte Gebäude - viereinhalbgeschossiges Mietwohnungshaus unter Flachdach an der Ecke Böttcherstraße mit aufwändiger Putzfassadengestaltung in der Art eines italienischen Renaissancepalastes - Eckgebäude – Böttcherstraße 35 - Schutzgrund: geschichtlich, wissenschaftlich, städtebaulich, Kulturlandschaft prägend                                                                                    | Fotos hochladen                  |
| 116          | Beckergrube 76 (53° 52′ 11″ N, 10° 40′ 54″ O)    | Bürgerhaus                               | Schutzumfang: Auf das Äußere des Gebäudes, bestehend aus Vorderhaus mit Hinterhaus Beckergrube 76 und Gebäude Böttcherstraße 34, sowie auf die Brandwände, Balkenlagen, Dachstühle aller Teile des Gebäudekomplex; außerdem auf die historischen Ausstattungsteile im Inneren - Bürgerhaus mit barockem Giebel; Eckhaus Böttcherstraße 34 - Schutzgrund: geschichtlich, wissenschaftlich, städtebaulich, Kulturlandschaft prägend | weitere Fotos \| Fotos hochladen |
| 117          | Beckergrube 79 (53° 52′ 10″ N, 10° 40′ 54″ O)    | Bürgerhaus                               | Schutzumfang: Auf das gesamte Gebäude - Bürgerhaus mit schlichter dreigeschossiger Putzfassade aus der 1. Hälfte des 19. Jhd. - Schutzgrund: geschichtlich, wissenschaftlich, städtebaulich, Kulturlandschaft prägend | Fotos hochladen                  |
| 1192         | Beckergrube 81 (53° 52′ 10″ N, 10° 40′ 54″ O)    | Giebelhaus                               | Schutzumfang: Auf das gesamte Gebäude - Schmales, im Kern älteres Giebelhaus (Ersterwähnung 1307), einst Backhaus, an der Ecke Siebente Querstraße mit schlichter dreieinhalbgeschossiger klassizistischer Putzfassade - Eckgebäude – Siebente Querstraße 1 - Schutzgrund: geschichtlich, wissenschaftlich, städtebaulich, Kulturlandschaft prägend                                                                               | BW                               |
| 118          | Beckergrube 82 (53° 52′ 11″ N, 10° 40′ 52″ O)    | Bürgerhaus                               | Schutzumfang: Auf das Äußere des Gebäudes insbesondere die Fassade zur Beckergrube - dreigeschossiges Bürgerhaus mit Renaissance-Backsteingiebel aus dem mittleren 16. Jhd. - Schutzgrund: geschichtlich, wissenschaftlich, städtebaulich, Kulturlandschaft prägend | weitere Fotos \| Fotos hochladen |
| 119          | Beckergrube 83–85 (53° 52′ 10″ N, 10° 40′ 53″ O) | Speichergebäude                          | Schutzumfang: Auf das gesamte Gebäude - Speichergebäude 1898; nach Abbruch der Vorgängerbauten, in Ziegelsichtmauerwerk für Piehl & Fehling errichtetes Lagergebäude im historischen Stil - Schutzgrund: geschichtlich, Kulturlandschaft prägend | weitere Fotos \| Fotos hochladen |
| 120          | Beckergrube 84 (53° 52′ 11″ N, 10° 40′ 51″ O)    | Giebelhaus                               | Schutzumfang: Auf das gesamte Gebäude - Im Kern mittelalterliches Giebelhaus (Brauhaus) mit Dachwerk von 1480/81 (d) - Schutzgrund: geschichtlich, wissenschaftlich, städtebaulich, Kulturlandschaft prägend | BW                               |
| 121          | Beckergrube 86 (53° 52′ 11″ N, 10° 40′ 51″ O)    | Bürgerhaus                               | Schutzumfang: Auf das gesamte Gebäude, bestehend aus Vorderhaus, Seitenflügel und Querhaus - Bürgerhaus mit abgeschweiftem Volutengiebel des 18. Jhd. - Schutzgrund: geschichtlich, wissenschaftlich, städtebaulich, Kulturlandschaft prägend | weitere Fotos \| Fotos hochladen |
| 122          | Beckergrube 87 (53° 52′ 11″ N, 10° 40′ 51″ O)    | Bürgerhaus mit Renaissance-Treppengiebel | Schutzumfang: Auf das Äußere des Gebäudes insbesondere die Fassade an der Beckergrube - Bürgerhaus mit Renaissance-Treppengiebel des späten 16. Jhd. - Schutzgrund: geschichtlich, wissenschaftlich, städtebaulich, Kulturlandschaft prägend | weitere Fotos \| Fotos hochladen |
| 123          | Beckergrube 88 (53° 52′ 11″ N, 10° 40′ 51″ O)    | Giebelhaus                               | Schutzumfang: Auf das gesamte Gebäude - Giebelhaus mit Treppengiebel; zweigeschossig - Schutzgrund: geschichtlich, wissenschaftlich, städtebaulich, Kulturlandschaft prägend | weitere Fotos \| Fotos hochladen |
| 124          | Beckergrube 89 (53° 52′ 11″ N, 10° 40′ 51″ O)    | Bürgerhaus                               | Schutzumfang: Auf das Äußere des Gebäudes und Giebel - Bürgerhaus mit ehem. Renaissance-Treppengiebel des 16. Jhd. - Schutzgrund: geschichtlich, wissenschaftlich, städtebaulich, Kulturlandschaft prägend | Fotos hochladen                  |
| 3193         | Beckergrube 90 (53° 52′ 11″ N, 10° 40′ 51″ O)    | Wohn- und Geschäftshaus                  | Schutzumfang: Auf das gesamte Vorderhaus - giebelständig und viergeschossig mit drei Fensterachsen; historistische Backsteinfassade mit hoher Attika; Satteldach; 1887 errichtet - geschichtlich | BW                               |
| 125          | Beckergrube 95 (53° 52′ 11″ N, 10° 40′ 51″ O)    | Speicherbau                              | Schutzumfang: Auf das Äußere des Gebäudes insbesondere die Fassade zur Beckergrube - Speicherbau mit Renaissance-Treppengiebel - Schutzgrund: geschichtlich, wissenschaftlich, städtebaulich, Kulturlandschaft prägend | weitere Fotos \| Fotos hochladen |

## Bei St. Johannis
| Objekt-ID     | Lage                                               | Offizielle Bezeichnung | Beschreibung | Bild                             |
| ------------- | -------------------------------------------------- | ---------------------- | --- | -------------------------------- |
| 3233 Wikidata | Bei St. Johannis (53° 52′ 1″ N, 10° 41′ 33″ O)     | Johanneum              | Schutzumfang: Auf die städtebaulich wirksame Bausubstanz der Gebäude (Materialität, Fassaden, Kubatur, Dachformen, Freiflächen) - Das Johanneum ist ein herausragendes Dokument der Schulgeschichte im Lübecker Stadtgebiet - Sachgesamtheit bestehend aus Bei St. Johannis 1, 3 Aulagebäude, Bei St. Johannis 1, 3 Hauptgebäude, Bei St. Johannis 1, 3 Kleine Turnhalle, Fleischhauerstraße 91 Alte Hauptfeuerwache (Mensa/OGT), Fleischhauerstraße 91 Ehem. Refektoriumsflügel und Fleischhauerstraße 93 Große Dreifeldsporthalle - Schutzgrund: geschichtlich, wissenschaftlich, künstlerisch | weitere Fotos \| Fotos hochladen |
| 126           | Bei St. Johannis 1–3 (53° 52′ 1″ N, 10° 41′ 33″ O) | Hauptgebäude           | Schutzumfang: Auf den gesamten Gebäudekomplex - Flügelanlage; dreigeschossig - Eckgebäude – Dr.-Julius-Leber-Straße 84 - Teil der Sachgesamtheit – Johanneum - Schutzgrund: geschichtlich, wissenschaftlich, städtebaulich, Kulturlandschaft prägend | weitere Fotos \| Fotos hochladen |
| 3235          | Bei St. Johannis 1–3 (53° 52′ 0″ N, 10° 41′ 32″ O) | Aulagebäude            | Schutzumfang: Auf das gesamte Gebäude - Zweigeschossiger Putzbau mit zur Hofseite abgewalmtem Satteldach - Teil der Sachgesamtheit – Johanneum - Schutzgrund: geschichtlich, wissenschaftlich, städtebaulich | BW                               |
| 2590          | Bei St. Johannis 26 (53° 52′ 0″ N, 10° 41′ 31″ O)  | Traufenhaus            | Schutzumfang: Auf das gesamte Gebäude aus Vorderhaus und Seitenflügel ohne Seitenflügelverlängerung - Zweigeschossiges, traufständiges Gebäude mit Seitenflügel - geschichtlich, städtebaulich | BW                               |
| 127           | Bei St. Johannis 30 (53° 51′ 59″ N, 10° 41′ 31″ O) | Kleinhaus              | Schutzumfang: Auf das Äußere des Gebäudes - Kleinhaus der Renaissance - Schutzgrund: geschichtlich, wissenschaftlich, städtebaulich, Kulturlandschaft prägend | weitere Fotos \| Fotos hochladen |
| 128           | Bei St. Johannis 32 (53° 51′ 59″ N, 10° 41′ 31″ O) | Kleinhaus              | Schutzumfang: Auf das Äußere des Gebäudes insbesondere die Straßenfront mit Giebel - Kleinhaus mit Renaissance-Zwerchgiebel des 17. Jhd. - Schutzgrund: geschichtlich, wissenschaftlich, technisch, Kulturlandschaft prägend | weitere Fotos \| Fotos hochladen |
| 129           | Bei St. Johannis 34 (53° 51′ 59″ N, 10° 41′ 31″ O) | Kleinhaus              | Schutzumfang: Auf das Äußere des Gebäudes insbesondere die Straßenfront mit Giebel - Kleinhaus mit getrepptem Renaissance-Zwerchgiebel des 17. Jhd. - Schutzgrund: geschichtlich, wissenschaftlich, städtebaulich, städtebaulich | weitere Fotos \| Fotos hochladen |
| 130           | Bei St. Johannis 36 (53° 51′ 59″ N, 10° 41′ 31″ O) | Kleinhaus              | Schutzumfang: Auf das gesamte Gebäude - Kleinhaus; zusammen mit Bei St. Johannis 30–34 und 38 schützenswerte geschlossene Kleinhäusergruppe - Schutzgrund: geschichtlich, wissenschaftlich, städtebaulich, Kulturlandschaft prägend | weitere Fotos \| Fotos hochladen |
| 131           | Bei St. Johannis 38 (53° 51′ 59″ N, 10° 41′ 31″ O) | Kleinhaus              | Schutzumfang: Auf das Äußere des Gebäudes - Kleinhaus; Abschluss der Kleinhäusergruppe Bei St. Johannis 30–38 - Schutzgrund: geschichtlich, wissenschaftlich, städtebaulich, Kulturlandschaft prägend | weitere Fotos \| Fotos hochladen |

## Blocksquerstraße
| Objekt-ID | Lage                                              | Offizielle Bezeichnung | Beschreibung | Bild                             |
| --------- | ------------------------------------------------- | ---------------------- | --- | -------------------------------- |
| 132       | Blocksquerstraße 6 (53° 52′ 10″ N, 10° 40′ 58″ O) | Traufenhaus            | Schutzumfang: Auf das gesamte Gebäude - dreigeschossiges Traufenhaus mit schlichter verputzter Barockfassade des 18. Jhd. - Schutzgrund: geschichtlich, wissenschaftlich, städtebaulich, Kulturlandschaft prägend                                                         | weitere Fotos \| Fotos hochladen |
| 133       | Blocksquerstraße 12 (53° 52′ 9″ N, 10° 40′ 58″ O) | Speicher               | Schutzumfang: Auf das Äußere des Gebäudes - Speicher des 16. Jhd. mit Treppengiebel - Schutzgrund: geschichtlich, wissenschaftlich, städtebaulich, Kulturlandschaft prägend                                                                                               | weitere Fotos \| Fotos hochladen |
| 1194      | Blocksquerstraße 14 (53° 52′ 9″ N, 10° 40′ 57″ O) | Traufenhaus            | Schutzumfang: Auf das gesamte Gebäude - Teil einer spätmittelalterlichen zweigeschossigen Traufenhauszeile unter gemeinsamem Dach aus der 1. Hälfte des 16. Jhd. mit älterem Kern - Schutzgrund: geschichtlich, wissenschaftlich, städtebaulich, Kulturlandschaft prägend | BW                               |
| 134       | Blocksquerstraße 16 (53° 52′ 9″ N, 10° 40′ 57″ O) | Kleinhaus              | Schutzumfang: Auf das Äußere des Gebäudes - Kleinhaus mit Dacherker - Schutzgrund: geschichtlich, wissenschaftlich, städtebaulich, Kulturlandschaft prägend | Fotos hochladen                  |
| 135       | Blocksquerstraße 18 (53° 52′ 9″ N, 10° 40′ 57″ O) | Kleinhaus              | Schutzumfang: Auf das Äußere des Gebäudes - Kleinhaus mit Dacherker - Schutzgrund: geschichtlich, wissenschaftlich, städtebaulich, Kulturlandschaft prägend | Fotos hochladen                  |
| 136       | Blocksquerstraße 20 (53° 52′ 9″ N, 10° 40′ 57″ O) | Kleinhaus              | Schutzumfang: Auf das Äußere des Gebäudes - Kleinhaus mit Dacherker - Schutzgrund: geschichtlich, wissenschaftlich, städtebaulich, Kulturlandschaft prägend | Fotos hochladen                  |
| 137       | Blocksquerstraße 22 (53° 52′ 9″ N, 10° 40′ 57″ O) | Kleinhaus              | Schutzumfang: Auf das Äußere des Gebäudes - Kleinhaus mit Dacherker - Schutzgrund: geschichtlich, wissenschaftlich, städtebaulich, Kulturlandschaft prägend | Fotos hochladen                  |
| 138       | Blocksquerstraße 24 (53° 52′ 8″ N, 10° 40′ 57″ O) | Kleinhaus              | Schutzumfang: Auf das Äußere des Gebäudes - Kleinhaus mit Dacherker - Schutzgrund: geschichtlich, wissenschaftlich, städtebaulich, Kulturlandschaft prägend | Fotos hochladen                  |
| 139       | Blocksquerstraße 26 (53° 52′ 8″ N, 10° 40′ 57″ O) | Kleinhaus              | Schutzumfang: Auf das Äußere des Gebäudes - Kleinhaus mit Dacherker - Schutzgrund: geschichtlich, wissenschaftlich, städtebaulich, Kulturlandschaft prägend | weitere Fotos \| Fotos hochladen |
| 140       | Blocksquerstraße 28 (53° 52′ 8″ N, 10° 40′ 57″ O) | Kleinhaus              | Schutzumfang: Auf das gesamte Gebäude - Kleinhaus mit Dacherker; zweigeschossig; traufständig - Schutzgrund: geschichtlich, wissenschaftlich, städtebaulich, Kulturlandschaft prägend                                                                                     | Fotos hochladen                  |

## Böttcherstraße
| Objekt-ID | Lage                                             | Offizielle Bezeichnung | Beschreibung | Bild                             |
| --------- | ------------------------------------------------ | ---------------------- | --- | -------------------------------- |
| 1789      | Böttcherstraße 6 (53° 52′ 15″ N, 10° 40′ 56″ O)  | Kleinhaus              | Schutzumfang: Auf das gesamte Gebäude - Südliche Hälfte zweier traufständiger zweigeschossiger Kleinhäuser aus der Zeit um 1600 unter einem Dach - Schutzgrund: geschichtlich, städtebaulich | BW                               |
| 141       | Böttcherstraße 8 (53° 52′ 15″ N, 10° 40′ 56″ O)  | Bürgerhaus             | Schutzumfang: Auf das gesamte Gebäude bestehend aus Vorderhaus und Seitenflügel - Bürgerhaus aus dem 18. Jhd. mit barockem Giebel (1741) - Schutzgrund: geschichtlich, wissenschaftlich, städtebaulich, städtebaulich                                                                           | weitere Fotos \| Fotos hochladen |
| 142       | Böttcherstraße 10 (53° 52′ 14″ N, 10° 40′ 55″ O) | Traufenhaus            | Schutzumfang: Auf das gesamte Gebäude, bestehend aus Vorderhaus und Seitenflügel - zweigeschossiges Traufenhaus mit Seitenflügel - Schutzgrund: geschichtlich, wissenschaftlich, städtebaulich, Kulturlandschaft prägend                                                                        | BW                               |
| 143       | Böttcherstraße 12 (53° 52′ 14″ N, 10° 40′ 55″ O) | Kleinhaus              | Schutzumfang: Auf das Äußere des Gebäudes und erhaltenswerte Teile im Inneren - Kleinhaus mit Zwerchgiebel; zweigeschossig - Schutzgrund: geschichtlich, wissenschaftlich, städtebaulich, Kulturlandschaft prägend                                                                              | weitere Fotos \| Fotos hochladen |
| 144       | Böttcherstraße 17 (53° 52′ 13″ N, 10° 40′ 55″ O) | Traufenhaus            | Schutzumfang: Auf das gesamte Gebäude, bestehend aus Vorhaus und Seitenflügel - Traufenhaus; zweieinhalbgeschossig - Schutzgrund: geschichtlich, wissenschaftlich, Kulturlandschaft prägend | weitere Fotos \| Fotos hochladen |
| 145       | Böttcherstraße 18 (53° 52′ 14″ N, 10° 40′ 55″ O) | Gebäude                | Schutzumfang: Auf das gesamte Gebäude, bestehend aus Vorderhaus und Seitenflügel - zweigeschossiges Gebäude bestehend aus Vorderhaus und Seitenflügel, im Kern mittelalterlich - Schutzgrund: geschichtlich, wissenschaftlich, städtebaulich, Kulturlandschaft prägend                          | BW                               |
| 146       | Böttcherstraße 20 (53° 52′ 13″ N, 10° 40′ 55″ O) | Bürgerhaus             | Schutzumfang: Auf das Äußere des Gebäudes insbesondere die Fassade zur Böttcherstraße - Bürgerhaus des frühen 17. Jhd. mit Renaissance-Treppengiebel - Schutzgrund: geschichtlich, wissenschaftlich, städtebaulich, Kulturlandschaft prägend                                                    | Fotos hochladen                  |
| 147       | Böttcherstraße 21 (53° 52′ 13″ N, 10° 40′ 55″ O) | Kleinwohnhaus          | Schutzumfang: Auf das gesamte Gebäude mit Hof - Kleinwohnhaus des 16. Jhd.; zweigeschossig - Schutzgrund: geschichtlich, wissenschaftlich, städtebaulich, Kulturlandschaft prägend | Fotos hochladen                  |
| 148       | Böttcherstraße 22 (53° 52′ 13″ N, 10° 40′ 55″ O) | Bürgerhaus             | Schutzumfang: Auf das Äußere des Gebäudes insbesondere die Fassade zur Böttcherstraße und die Brandwände vom Vorderhaus und Seitenflügel - Bürgerhaus mit Renaissance-Treppengiebel des frühen 17. Jhd. - Schutzgrund: geschichtlich, wissenschaftlich, städtebaulich, Kulturlandschaft prägend | Fotos hochladen                  |
| 149       | Böttcherstraße 23 (53° 52′ 12″ N, 10° 40′ 55″ O) | Kleinwohnhaus          | Schutzumfang: Auf das gesamte Gebäude mit Hof - Kleinwohnhaus des 16. Jhd.; zweigeschossig; traufenständig - Schutzgrund: geschichtlich, wissenschaftlich, städtebaulich, städtebaulich | weitere Fotos \| Fotos hochladen |

## Braunstraße
Im Marien Quartier.
| Objekt-ID    | Lage                                         | Offizielle Bezeichnung      | Beschreibung | Bild                             |
| ------------ | -------------------------------------------- | --------------------------- | --- | -------------------------------- |
| 151 Wikidata | Braunstraße 1–5 (53° 52′ 1″ N, 10° 41′ 1″ O) | Eckgebäude                  | Schutzumfang: Auf das gesamte Gebäude bestehend aus 4x2 achsigem Hauptgebäude, sowie achtachsigem Nebengebäude entlang der Braunstraße mit seitlichen Treppentürmen - dreigeschossiges backsteinsichtiges Eckgebäude (ehem. Paketpost) von 1904–1906 im neogotischen Stil - Eckgebäude – Schüsselbuden 22–28 - Schutzgrund: geschichtlich, städtebaulich, Kulturlandschaft prägend | weitere Fotos \| Fotos hochladen |
| 150          | Braunstraße 1–5 (53° 52′ 1″ N, 10° 41′ 0″ O) | Renaissance-Sandsteinportal | Schutzumfang: Auf das Portal sowie Haustür und Oberlicht - Portal vom ehem. Amtshaus der Krämerkompagnie - Schutzgrund: geschichtlich, wissenschaftlich, künstlerisch, Kulturlandschaft prägend - Teile von baulichen Anlagen | weitere Fotos \| Fotos hochladen |
| 152          | Braunstraße 6 (53° 52′ 2″ N, 10° 41′ 0″ O)   | Bürgerhaus                  | Schutzumfang: Auf das Äußere des Gebäudes und Portal - Bürgerhaus mit Giebel mit der Jahreszahl „1580“ an der Fassade - Schutzgrund: geschichtlich, wissenschaftlich, städtebaulich, Kulturlandschaft prägend | weitere Fotos \| Fotos hochladen |
| 153          | Braunstraße 8 (53° 52′ 2″ N, 10° 41′ 0″ O)   | Bürgerhaus                  | Schutzumfang: Auf das Äußere des Gebäudes - Bürgerhaus mit Giebel aus dem 18. Jhd. - Schutzgrund: geschichtlich, wissenschaftlich, städtebaulich, Kulturlandschaft prägend | weitere Fotos \| Fotos hochladen |
| 154          | Braunstraße 10 (53° 52′ 2″ N, 10° 40′ 59″ O) | Bürgerhaus                  | Schutzumfang: Auf das Äußere des Gebäudes - Bürgerhaus des 18. Jhd. mit Giebel - Schutzgrund: geschichtlich, wissenschaftlich, technisch, Kulturlandschaft prägend | weitere Fotos \| Fotos hochladen |
| 155          | Braunstraße 12 (53° 52′ 2″ N, 10° 40′ 59″ O) | Bürgerhaus                  | Schutzumfang: Auf das gesamte Gebäude - Schmales gotisches Bürgerhaus mit ehem. Schildgiebel des 15. Jhd. - Schutzgrund: geschichtlich, wissenschaftlich, städtebaulich, Kulturlandschaft prägend | weitere Fotos \| Fotos hochladen |
| 156          | Braunstraße 19 (53° 52′ 1″ N, 10° 40′ 55″ O) | Bürgerhaus                  | Schutzumfang: Auf das Äußere des Gebäudes insbesondere die Fassade mit Rokoko-Portal zur Braunstraße - Bürgerhaus des 18. Jhd. mit Barockgiebel - Eckgebäude – Lederstraße 2 - Schutzgrund: geschichtlich, wissenschaftlich, städtebaulich, Kulturlandschaft prägend | weitere Fotos \| Fotos hochladen |
| 2657         | Braunstraße 21 (53° 52′ 1″ N, 10° 40′ 54″ O) | Kelleranlagen               | Schutzumfang: An der Stelle eines ehemals, aus der zweiten Hälfte des 18. Jh.s stammenden, traufständigen und viergeschossigen, 1942 zerstörten Lagerhauses 1981 giebelständiges Bürohaus errichtet, dabei einbezogen der erhalten gebliebene zweigeteilte Keller. - Schutzgrund: geschichtlich                                                                                    | BW                               |
| 157          | Braunstraße 23 (53° 52′ 1″ N, 10° 40′ 53″ O) | Bürgerhaus                  | Schutzumfang: Auf das Äußere des Gebäudes insbesondere die Fassade und der Giebel zur Braunstraße - Bürgerhaus mit Renaissance-Treppengiebel des 17. Jhd. - Schutzgrund: geschichtlich, wissenschaftlich, technisch, Kulturlandschaft prägend | Fotos hochladen                  |
| 158          | Braunstraße 27 (53° 52′ 1″ N, 10° 40′ 52″ O) | Inschrifttafel              | Schutzumfang: Auf die steinerne Inschrifttafel; Neubau von 1904 mit eingelassener Denktafel aus Kalkstein in gotischer Minuskel - Inschrifttafel; Kalkstein; 1546 - Schutzgrund: geschichtlich, wissenschaftlich, Kulturlandschaft prägend - Teile von baulichen Anlagen | Fotos hochladen                  |

## Breite Straße
Westliche Seite zwischen Mengstraße und Kohlmarkt im Marien Quartier.

## Burgtorbrücke
| Objekt-ID     | Lage                                         | Offizielle Bezeichnung | Beschreibung | Bild                             |
| ------------- | -------------------------------------------- | ---------------------- | --- | -------------------------------- |
| 1197 Wikidata | Burgtorbrücke (53° 52′ 29″ N, 10° 41′ 31″ O) | Burgtorbrücke          | Schutzumfang: Auf die gesamte Brückenkonstruktion einschl. Brückenkopfarchitektur und Treppenanlage - Nach Planung von Peter Rehder (1843–1920) entworfene, durch Georg Thielen 1898 fertiggestellte Torstraßenbrücke aus Stahlfachwerk auf vier Rundpfeilern über den Elbe-Lübeck-Kanal und zwei Uferstraßen - Schutzgrund: geschichtlich, wissenschaftlich, städtebaulich, Kulturlandschaft prägend | weitere Fotos \| Fotos hochladen |

## Clemensstraße
| Objekt-ID | Lage                                              | Offizielle Bezeichnung  | Beschreibung | Bild |
| --------- | ------------------------------------------------- | ----------------------- | --- | ---- |
| 1198      | Clemensstraße 1 (53° 52′ 13″ N, 10° 40′ 53″ O)    | Traufenhaus             | Schutzumfang: Auf das gesamte Vorderhaus - Traufständiges, dreigeschossiges dreiachsiges als Bordell errichtetes Haus von 1902/03 mit geschwungenem Zwerchgiebel vor abgeschrägtem Pultdach - Schutzgrund: geschichtlich, wissenschaftlich, städtebaulich, Kulturlandschaft prägend                                                  | BW   |
| 1199      | Clemensstraße 7 (53° 52′ 13″ N, 10° 40′ 51″ O)    | Gebäude                 | Schutzumfang: Auf das Äußere und erhaltenswerte Teile im Inneren - Breit gelagertes, dreigeschossiges Gebäude; 1908/09 als Bordell mit Kneipe im Erdgeschoss sowie einzelnen Zimmern in den Obergeschossen und im ausgebauten Dach errichtet - Schutzgrund: geschichtlich, wissenschaftlich, städtebaulich, Kulturlandschaft prägend | BW   |
| 3191      | Clemensstraße 8–10 (53° 52′ 13″ N, 10° 40′ 51″ O) | Wohn- und Geschäftshaus | Schutzumfang: Auf das gesamtes Gebäude - 1900 errichtet, traufständiges Gebäude über drei Geschosse mit historistischer Fassade über sieben Fensterachsen - Schutzgrund: städtebaulich, geschichtlich, künstlerisch | BW   |

## Dankwartsgrube
Im Marien Quartier.
| Objekt-ID | Lage                                                      | Offizielle Bezeichnung | Beschreibung | Bild                             |
| --------- | --------------------------------------------------------- | ---------------------- | --- | -------------------------------- |
| 173       | Dankwartsgrube 3 (53° 51′ 47″ N, 10° 41′ 2″ O)            | Bürgerhaus             | Schutzumfang: Auf das gesamte Gebäude - Bürgerhaus des 18. Jhd. mit barockem Giebel - Schutzgrund: geschichtlich, wissenschaftlich, städtebaulich, Kulturlandschaft prägend | weitere Fotos \| Fotos hochladen |
| 174       | Dankwartsgrube 5 (53° 51′ 47″ N, 10° 41′ 1″ O)            | Wohnhaus               | Schutzumfang: Auf das gesamte Vorderhaus, rückwärtige Hofanlage, Umfassungsmauern - Wohnhaus; giebelständig; Ende 19. Jhd.; neoklassizistische Putzfassade - Schutzgrund: geschichtlich, wissenschaftlich, städtebaulich, Kulturlandschaft prägend                                                 | weitere Fotos \| Fotos hochladen |
| 175       | Dankwartsgrube 7 (53° 51′ 47″ N, 10° 41′ 1″ O)            | Bürgerhaus             | Schutzumfang: Auf das Äußere des Gebäudes und ältere Teile im Inneren (Treppe) - Bürgerhaus mit Giebel, Putzfront 1800 - Schutzgrund: geschichtlich, wissenschaftlich, städtebaulich, Kulturlandschaft prägend                                                                                     | weitere Fotos \| Fotos hochladen |
| 176       | Dankwartsgrube 11 (53° 51′ 47″ N, 10° 41′ 0″ O)           | Bürgerhaus             | Schutzumfang: Auf das Äußere und ältere Teile im Inneren - Bürgerhaus mit Giebel; zweigeschossig; Putzfront 1800 - Schutzgrund: geschichtlich, wissenschaftlich, städtebaulich, Kulturlandschaft prägend                                                                                           | Fotos hochladen                  |
| 177       | Dankwartsgrube 13 (53° 51′ 47″ N, 10° 41′ 0″ O)           | Bürgerhaus             | Schutzumfang: Auf das gesamte Gebäude - Bürgerhaus mit Schweifgiebel; zweieinhalbgeschossig - Schutzgrund: geschichtlich, wissenschaftlich, städtebaulich, Kulturlandschaft prägend | weitere Fotos \| Fotos hochladen |
| 178       | Dankwartsgrube 15 (53° 51′ 47″ N, 10° 41′ 0″ O)           | Bürgerhaus             | Schutzumfang: Auf das Äußere des Gebäudes insbesondere die Fassade mit dem Giebel zur Dankwartsgrube - Bürgerhaus mit gotischem Treppengiebel des 15. Jhd. - Schutzgrund: geschichtlich, wissenschaftlich, städtebaulich, Kulturlandschaft prägend                                                 | Fotos hochladen                  |
| 179       | Dankwartsgrube 21 (53° 51′ 47″ N, 10° 40′ 59″ O)          | Bürgerhaus             | Schutzumfang: Auf das Äußere des Gebäudes insbesondere die Fassade zur Straße - Bürgerhaus; dreigeschossig; spätklassizistische Putzfassade - Schutzgrund: geschichtlich, wissenschaftlich, städtebaulich, Kulturlandschaft prägend                                                                | Fotos hochladen                  |
| 180       | Dankwartsgrube 25 (53° 51′ 46″ N, 10° 40′ 58″ O)          | Bürgerhaus             | Schutzumfang: Auf das Äußere des Gebäudes insbesondere die Fassade zur Dankwartsgrube - Bürgerhaus mit abgetrepptem kleinen Giebel aus der Zeit um 1600 - Schutzgrund: geschichtlich, wissenschaftlich, städtebaulich, Kulturlandschaft prägend                                                    | weitere Fotos \| Fotos hochladen |
| 181       | Dankwartsgrube 26 (53° 51′ 47″ N, 10° 40′ 59″ O)          | Bürgerhaus             | Schutzumfang: Auf das gesamte Gebäude bestehend aus Vorderhaus und Seitenflügel - Bürgerhaus mit Renaissance-Treppengiebel des frühen 16. Jhd. - Schutzgrund: geschichtlich, wissenschaftlich, städtebaulich, Kulturlandschaft prägend                                                             | weitere Fotos \| Fotos hochladen |
| 1346      | Dankwartsgrube 29 (53° 51′ 46″ N, 10° 40′ 57″ O)          | Wohnhaus               | Schutzumfang: Auf das gesamte Gebäude - 1804 auf mittelalterlicher Parzelle neu errichtetes kleines zweigeschossiges Wohnhaus mit geschultertem, leicht geschweiften, von dreieckigen Aufsatz bekröntem Giebel - Schutzgrund: geschichtlich, wissenschaftlich, technisch, Kulturlandschaft prägend | BW                               |
| 182       | Dankwartsgrube 30 (53° 51′ 47″ N, 10° 40′ 58″ O)          | Bürgerhaus             | Schutzumfang: Auf das Äußere des Gebäudes insbesondere die Fassade zur Dankwartsgrube - Bürgerhaus mit gotischem Treppengiebel des 15. Jhd. - Schutzgrund: geschichtlich, wissenschaftlich, städtebaulich, Kulturlandschaft prägend                                                                | weitere Fotos \| Fotos hochladen |
| 183       | Dankwartsgrube 32 (53° 51′ 47″ N, 10° 40′ 58″ O)          | Wohnhaus               | Schutzumfang: Auf das Äußere des Gebäudes und erhaltenswerte historische Teile im Inneren - Giebelständiges, dreigeschossiges Wohnhaus mit klassizistischer Putzfassade des frühen 19. Jhd. - Schutzgrund: geschichtlich, wissenschaftlich, städtebaulich, Kulturlandschaft prägend                | weitere Fotos \| Fotos hochladen |
| 184       | Dankwartsgrube 39–41 (53° 51′ 46″ N, 10° 40′ 55″ O)       | Bürgerhaus             | Schutzumfang: Auf das Äußere des Gebäudes - Bürgerhaus; Anfang 19. Jhd. - Schutzgrund: geschichtlich, wissenschaftlich, städtebaulich, Kulturlandschaft prägend | weitere Fotos \| Fotos hochladen |
| 185       | Dankwartsgrube 42 (53° 51′ 47″ N, 10° 40′ 56″ O)          | Bürgerhaus             | Schutzumfang: Auf das Äußere des Gebäudes insbesondere die Fassade zur Dankwartsgrube - Bürgerhaus mit Renaissance-Treppengiebel aus der Zeit um 1600 - Schutzgrund: geschichtlich, wissenschaftlich, städtebaulich, Kulturlandschaft prägend                                                      | Fotos hochladen                  |
| 186       | Dankwartsgrube 52 (53° 51′ 47″ N, 10° 40′ 54″ O)          | Bürgerhaus             | Schutzumfang: Gesamtes Gebäude inkl. Hinterhaus und erhaltene Glintmauern - Bürgerhaus; dreigeschossig; klassizistische Putzfassade aus der 2. Hälfte des 19. Jhd. - Schutzgrund: geschichtlich, wissenschaftlich, städtebaulich, Kulturlandschaft prägend                                         | weitere Fotos \| Fotos hochladen |
| 187       | Dankwartsgrube 54 (53° 51′ 47″ N, 10° 40′ 54″ O)          | Bürgerhaus             | Schutzumfang: Auf das Äußere des Gebäudes und erhaltenswerte Teile im Inneren - Bürgerhaus; klassizistische Putzfassade; Flügelbau - Schutzgrund: geschichtlich, wissenschaftlich, städtebaulich, Kulturlandschaft prägend                                                                         | Fotos hochladen                  |
| 188       | Dankwartsgrube 56 (53° 51′ 47″ N, 10° 40′ 53″ O)          | Kleinwohnhaus          | Schutzumfang: Auf das Äußere des Gebäudes samt Dachkonstruktion, Diele, Vorplatz im 1. OG mit Treppenlauf - Kleinwohnhaus; dreigeschossig; klassizistisch - Schutzgrund: geschichtlich, wissenschaftlich, städtebaulich, Kulturlandschaft prägend                                                  | Fotos hochladen                  |
| 189       | Dankwartsgrube 60 (53° 51′ 47″ N, 10° 40′ 52″ O)          | Traufenhaus            | Schutzumfang: Auf das Äußere des Gebäudes - Traufenhaus; zweieinhalbgeschossig; schlichte Putzfassade aus der Mitte des 19. Jhd. - Schutzgrund: geschichtlich, wissenschaftlich, städtebaulich, städtebaulich                                                                                      | Fotos hochladen                  |
| 190       | Dankwartsgrube 62 (53° 51′ 47″ N, 10° 40′ 52″ O)          | Traufenhaus            | Schutzumfang: Auf das Äußere des Gebäudes und erhaltenswerte Teile im Inneren (Treppenanlage) - Traufenhaus mit Zwerchgiebel; zweigeschossig; klassizistische Putzfassade - Schutzgrund: geschichtlich, wissenschaftlich, technisch, Kulturlandschaft prägend                                      | Fotos hochladen                  |
| 191       | Dankwartsgrube 68 (53° 51′ 46″ N, 10° 40′ 51″ O)          | Bürgerhaus             | Schutzumfang: Auf das Äußere des Gebäudes - Bürgerhaus mit Zwerchgiebel; 17. Jhd. - Schutzgrund: geschichtlich, wissenschaftlich, städtebaulich, Kulturlandschaft prägend | weitere Fotos \| Fotos hochladen |
| 192       | Dankwartsgrube 70/Torweg 5 (53° 51′ 47″ N, 10° 40′ 52″ O) | Ganghaus               | Schutzumfang: Auf das Äußere des Gebäudes - Ganghaus mit Dacherker; zweigeschossig - Schutzgrund: geschichtlich, wissenschaftlich, städtebaulich, Kulturlandschaft prägend | Fotos hochladen                  |
| 2658      | Dankwartsgrube 71 (53° 51′ 46″ N, 10° 40′ 50″ O)          | Kleines Eckhaus        | Schutzumfang: Auf das gesamte Gebäude - Kleines zweigeschossiges Eckhaus zur Obertrave unter abgewalmtem Dach mit schlichten verputzten Attikafassaden. - Schutzgrund: geschichtlich, Kulturlandschaft prägend                                                                                     | BW                               |
| 193       | Dankwartsgrube 72 (53° 51′ 46″ N, 10° 40′ 50″ O)          | Speicherhaus           | Schutzumfang: Auf das Äußere des Gebäudes insbesondere die Fassade zur Dankwartsgrube - Speicherbau des 16. Jhd. mit Dreiecksgiebel - Schutzgrund: geschichtlich, wissenschaftlich, städtebaulich, Kulturlandschaft prägend                                                                        | weitere Fotos \| Fotos hochladen |
| 194       | Dankwartsgrube 74 (53° 51′ 46″ N, 10° 40′ 50″ O)          | Bürgerhaus             | Schutzumfang: Auf das Äußere des Gebäudes insbesondere die Giebelseite - Bürgerhaus des 16. Jhd. mit Dreiecksgiebel - Eckgebäude – An der Obertrave 21 - Schutzgrund: geschichtlich, wissenschaftlich, städtebaulich, Kulturlandschaft prägend                                                     | weitere Fotos \| Fotos hochladen |

## Depenau
Im Marien Quartier.
| Objekt-ID | Lage                                         | Offizielle Bezeichnung | Beschreibung | Bild                             |
| --------- | -------------------------------------------- | ---------------------- | --- | -------------------------------- |
| 195       | Depenau 10–12 (53° 51′ 53″ N, 10° 40′ 58″ O) | Traufenhaus            | Schutzumfang: Auf das Äußere des Vorderhauses und Hofflügel, Wappen und Haustüren - Traufenhaus; Zöllners Hof; 1622 gegründet; 1616–1622 als Wohnsitz für unverheiratete Frauen errichteter Renaissance-Stiftungshof - Schutzgrund: geschichtlich, wissenschaftlich, städtebaulich, Kulturlandschaft prägend      | weitere Fotos \| Fotos hochladen |
|           | Depenau 14–16 (53° 51′ 53″ N, 10° 40′ 57″ O) | Speicher               | ehemalig? - traufständiger Backsteinspeicher mit Mansarddach des 18. Jahrhunderts | weitere Fotos \| Fotos hochladen |
| 196       | Depenau 18 (53° 51′ 53″ N, 10° 40′ 56″ O)    | Speicher               | Schutzumfang: Auf das gesamte Gebäude - Speicher mit Dreiecksgiebel; dreigeschossig - heute Musikhochschule Lübeck - Schutzgrund: geschichtlich, wissenschaftlich, städtebaulich, städtebaulich | weitere Fotos \| Fotos hochladen |
| 197       | Depenau 31 (53° 51′ 52″ N, 10° 40′ 55″ O)    | Bürgerhaus             | Schutzumfang: Auf das gesamte Gebäude bestehend aus Vorderhaus und Seitenflügel - Bürgerhaus der Renaissance mit Treppengiebel des 16. Jhd. mit Fassadenterrakotten aus der Werkstatt des Statius von Düren - Schutzgrund: geschichtlich, wissenschaftlich, städtebaulich, künstlerisch, Kulturlandschaft prägend | weitere Fotos \| Fotos hochladen |
| 198       | Depenau 33 (53° 51′ 52″ N, 10° 40′ 55″ O)    | Bürgerhaus             | Schutzumfang: Auf das Äußere des Gebäudes insbesondere die Fassade zur Depenau - Bürgerhaus mit gotischem Treppengiebel aus der Zeit um 1500 - Schutzgrund: geschichtlich, wissenschaftlich, städtebaulich, Kulturlandschaft prägend                                                                              | Fotos hochladen                  |
| 199       | Depenau 35 (53° 51′ 52″ N, 10° 40′ 55″ O)    | Bürgerhaus             | Schutzumfang: Auf das gesamte Gebäude sowie Hinterhaus - Bürgerhaus mit klassizistischem Dreiecksgiebel - Schutzgrund: geschichtlich, wissenschaftlich, technisch, Kulturlandschaft prägend | Fotos hochladen                  |
| 200       | Depenau 37 (53° 51′ 52″ N, 10° 40′ 54″ O)    | Bürgerhaus             | Schutzumfang: Auf das Äußere des Gebäudes insbesondere die Fassade, Diele im Inneren - Bürgerhaus mit Giebel des 18. Jhd. - Schutzgrund: geschichtlich, wissenschaftlich, städtebaulich, Kulturlandschaft prägend                                                                                                 | weitere Fotos \| Fotos hochladen |

## Domkirchhof
Im Marien Quartier.
| Objekt-ID    | Lage                                              | Offizielle Bezeichnung                | Beschreibung | Bild                             |
| ------------ | ------------------------------------------------- | ------------------------------------- | --- | -------------------------------- |
| 201 Wikidata | Domkirchhof (53° 51′ 39″ N, 10° 41′ 8″ O)         | Dom zu Lübeck (evangelisch)           | Schutzumfang: Auf das gesamte Kirchengebäude - Dom; Kirchengebäude, ab 1173 als 3-schiffige Gewölbebasilika im gebundenen System - Schutzgrund: geschichtlich, wissenschaftlich, städtebaulich, Kulturlandschaft prägend | weitere Fotos \| Fotos hochladen |
| 202          | Domkirchhof (53° 51′ 38″ N, 10° 41′ 9″ O)         | Dom, Reste des ehem. Klosterbereiches | Schutzumfang: Bauteile des spätromanischen Kreuzgangflügels, Schauwand des ehem. Predigthauses - Dom, Reste des ehem. Klosterbereiches - Lage Ostfassade des ehem. Predigthauses – Rückfassade Mühlendamm 1, 3; Lage Östlicher Kreuzgangflügel – Verbindung Dom und Musterbahn 6 - Schutzgrund: wissenschaftlich, geschichtlich, Kulturlandschaft prägend       | Fotos hochladen                  |
| 204          | Domkirchhof 1–3 (53° 51′ 40″ N, 10° 41′ 13″ O)    | Gewölbekeller                         | Schutzumfang: Auf den gesamten Gewölbekeller - Spätmittelalterlicher Gewölbekeller mit Kreuzrippen unterirdisch auf dem Gelände der OzD - Schutzgrund: geschichtlich, wissenschaftlich, städtebaulich, Kulturlandschaft prägend | BW                               |
| 203 Wikidata | Domkirchhof 1–3, 4 (53° 51′ 40″ N, 10° 41′ 13″ O) | Oberschule zum Dom                    | Schutzumfang: Auf den gesamten Gebäudeteil der Schule - Schulgebäude bestehend aus drei Gebäudeteilen unterschiedlicher Erbauungszeit (1878, 1891, 1928); von Friedrich Wilhelm Virck errichtetes backsteinexpressionistisches Schulgebäude - Eckgebäude – Musterbahn 2 - Schutzgrund: geschichtlich, wissenschaftlich, städtebaulich, Kulturlandschaft prägend | weitere Fotos \| Fotos hochladen |
| 3188         | Domkirchhof 5, 6 (53° 51′ 39″ N, 10° 41′ 14″ O)   | Oberschule zum Dom                    | Schutzumfang: Auf das gesamte Schulgebäude, die Turnhalle (ohne Erweiterungen) sowie den Schulhof - Dreigeschossiger Ziegelbau auf Kellersockel mit zwölf Achsen - Schutzgrund: wissenschaftlich, geschichtlich, städtebaulich | BW                               |

## Dr.-Julius-Leber-Straße
Die frühere Johannisstraße ist die Grenze zwischen Jacobi-Quartier (Nordseite mit den ungeraden Hausnummern) und dem Johannis-Quartier an der Südseite.
| Objekt-ID     | Lage                                                                  | Offizielle Bezeichnung                  | Beschreibung | Bild                             |
| ------------- | --------------------------------------------------------------------- | --------------------------------------- | --- | -------------------------------- |
| 205 Wikidata  | Dr.-Julius-Leber-Straße 13 (53° 52′ 5″ N, 10° 41′ 17″ O)              | Bürgerhaus                              | Schutzumfang: Auf das Äußere des Gebäudes insbesondere auf die Fassade - Bürgerhaus mit gotischem Vordergiebel - Eckgebäude – Königstraße 46b - Schutzgrund: geschichtlich, wissenschaftlich, städtebaulich, Kulturlandschaft prägend | weitere Fotos \| Fotos hochladen |
| 1347          | Dr.-Julius-Leber-Straße 17–19 (53° 52′ 4″ N, 10° 41′ 20″ O)           | Wohn- und Geschäftshaus                 | Schutzumfang: Auf das gesamte Gebäude - 1897 erbautes Wohn- und Geschäftshaus, erbaut auf den Parzellen zweier Renaissance-Giebelhäuser als traufständiger 5-achsiger Riegel mit zur Straße abgewalmtem Pappdach - Schutzgrund: geschichtlich, wissenschaftlich, städtebaulich | BW                               |
| 206           | Dr.-Julius-Leber-Straße 21 (53° 52′ 4″ N, 10° 41′ 20″ O)              | Bürgerhaus                              | Schutzumfang: Auf das gesamte Gebäude - Bürgerhaus des späten 18. Jhd. mit durch Fensterverdachungen und ornamentaler Ausschmückung hervorgehobenem 1. Obergeschoß und Dachausbau - Schutzgrund: geschichtlich, wissenschaftlich, städtebaulich, Kulturlandschaft prägend | Fotos hochladen                  |
| 207           | Dr.-Julius-Leber-Straße 22 (53° 52′ 4″ N, 10° 41′ 19″ O)              | Traufenhaus                             | Schutzumfang: Auf das gesamte Gebäude (Vorderhaus, Seitenflügel mit ehem. Bude, einschl. Kelleranlage) - Einfaches Traufenhaus mit besonders betontem Rokoko-Portal - Schutzgrund: geschichtlich, wissenschaftlich, städtebaulich, Kulturlandschaft prägend | weitere Fotos \| Fotos hochladen |
| 208 Wikidata  | Dr.-Julius-Leber-Straße 23 (53° 52′ 4″ N, 10° 41′ 21″ O)              | Neubau                                  | Schutzumfang: Auf das Äußere des Gebäudes sowie Adler über dem Portal und Terrakotta-Reliefs - Neubau 1910 - Schutzgrund: geschichtlich, wissenschaftlich, städtebaulich, Kulturlandschaft prägend | weitere Fotos \| Fotos hochladen |
| 209 Wikidata  | Dr.-Julius-Leber-Straße 25 (53° 52′ 4″ N, 10° 41′ 22″ O)              | Giebelhäuser                            | Schutzumfang: Auf das Äußere des Gebäudes sowie Konstruktion, Brandmauern und Dachstuhl - zwei ehemalige selbstständige Giebelhäuser; Ende 18. Jhd. - Schutzgrund: geschichtlich, wissenschaftlich, städtebaulich, Kulturlandschaft prägend | weitere Fotos \| Fotos hochladen |
| 210           | Dr.-Julius-Leber-Straße 27 (53° 52′ 4″ N, 10° 41′ 23″ O)              | Traufenhaus                             | Schutzumfang: Auf das gesamte Gebäude - Vorderhaus Gotisches Traufenhaus - Schutzgrund: geschichtlich, wissenschaftlich, städtebaulich, Kulturlandschaft prägend | weitere Fotos \| Fotos hochladen |
| 211           | Dr.-Julius-Leber-Straße 31 (53° 52′ 4″ N, 10° 41′ 24″ O)              | Bürgerhaus                              | Schutzumfang: Auf das Äußere des Gebäudes und die erhaltene historische Ausstattung im Inneren sowie auf das gesamte Querhaus - Bürgerhaus mit Renaissance-Treppengiebel - Schutzgrund: wissenschaftlich, wissenschaftlich, städtebaulich, Kulturlandschaft prägend | weitere Fotos \| Fotos hochladen |
| 212           | Dr.-Julius-Leber-Straße 32 (53° 52′ 3″ N, 10° 41′ 21″ O)              | Bürgerhaus                              | Schutzumfang: Auf das Äußere des Gebäudes sowie auf die Anlage der Diele und ihre Ausstattung - Bürgerhaus mit erhaltener großer Diele in der Ausstattung des 18. Jhd. - Schutzgrund: geschichtlich, wissenschaftlich, städtebaulich, Kulturlandschaft prägend | weitere Fotos \| Fotos hochladen |
| 213           | Dr.-Julius-Leber-Straße 33 (53° 52′ 4″ N, 10° 41′ 24″ O)              | Bürgerhaus                              | Schutzumfang: Auf das Äußere des Gebäudes insbesondere die Fassade mit Haustür und Treppe im Inneren - Kleines Bürgerhaus des 18. Jhd. mit barockgestaltetem Dachausbau und Rokoko-Haustür - Schutzgrund: geschichtlich, wissenschaftlich, städtebaulich, Kulturlandschaft prägend | weitere Fotos \| Fotos hochladen |
| 214           | Dr.-Julius-Leber-Straße 34 (53° 52′ 3″ N, 10° 41′ 21″ O)              | Bürgerhaus                              | Schutzumfang: Auf die Hausfassade, westliche Brandmauer mit Malereien, Seitenflügel, Keller - Bürgerhaus (Teil eines Ensembles) - Schutzgrund: geschichtlich, wissenschaftlich, künstlerisch, Kulturlandschaft prägend | weitere Fotos \| Fotos hochladen |
| 215           | Dr.-Julius-Leber-Straße 35 (53° 52′ 4″ N, 10° 41′ 24″ O)              | Bürgerhaus                              | Schutzumfang: Auf das Äußere des Gebäudes insbesondere die Fassade und Haustür - Kleines Bürgerhaus des 18. Jhd. mit Dacherker - Schutzgrund: geschichtlich, wissenschaftlich, städtebaulich, Kulturlandschaft prägend | weitere Fotos \| Fotos hochladen |
| 216           | Dr.-Julius-Leber-Straße 36–38 (53° 52′ 3″ N, 10° 41′ 22″ O)           | Bürgerhaus                              | Schutzumfang: Auf die Hausfassade sowie östliche und südliche Brandmauern - Bürgerhaus (Teil eines Ensembles) - Schutzgrund: geschichtlich, wissenschaftlich, künstlerisch, Kulturlandschaft prägend | Fotos hochladen                  |
| 217 Wikidata  | Dr.-Julius-Leber-Straße 37–39/Hasen Hof (53° 52′ 4″ N, 10° 41′ 25″ O) | Hasenhof                                | Schutzumfang: Auf die gesamte Anlage einschl. Vorsteherzimmer mit seiner Ausstattung - Haasenhof; gestiftet von der Witwe des Kaufmannes Johannes Haase für Kaufmannswitwen; errichtet 1726–1729; Wohnanlage; zweigeschossig - Schutzgrund: geschichtlich, wissenschaftlich, städtebaulich, Kulturlandschaft prägend | weitere Fotos \| Fotos hochladen |
| 218           | Dr.-Julius-Leber-Straße 40 (53° 52′ 3″ N, 10° 41′ 23″ O)              | Bürgerhaus                              | Schutzumfang: Auf das Äußere des Gebäudes insbesondere die Fassade zur Dr.-Julius-Leber-Straße - Bürgerhaus mit dreigeschossiger Putzfassade von vier Achsen aus der Zeit um 1820/30 - Schutzgrund: geschichtlich, wissenschaftlich, städtebaulich, Kulturlandschaft prägend | weitere Fotos \| Fotos hochladen |
| 219           | Dr.-Julius-Leber-Straße 41 (53° 52′ 4″ N, 10° 41′ 25″ O)              | Bürgerhaus                              | Schutzumfang: Auf das gesamte Gebäude bestehend aus Vorderhaus und Seitenflügel - Bürgerhaus mit Renaissance-Treppengiebel des 17. Jhd. - Schutzgrund: geschichtlich, wissenschaftlich, städtebaulich, Kulturlandschaft prägend | weitere Fotos \| Fotos hochladen |
| 220           | Dr.-Julius-Leber-Straße 42 (53° 52′ 3″ N, 10° 41′ 23″ O)              | Bürgerhaus                              | Schutzumfang: Auf das Äußere des Vorderhauses, einschl. der Brandwände, sowie auf den gesamten Seitenflügel in seinem Bestand nach dem Brand von 1998 - Bürgerhaus aus der 2. Hälfte des 16. Jhd. bestehend aus Vorderhaus und Seitenflügel - Schutzgrund: geschichtlich, wissenschaftlich, städtebaulich, künstlerisch, Kulturlandschaft prägend                                                                                             | weitere Fotos \| Fotos hochladen |
| 221           | Dr.-Julius-Leber-Straße 44 (53° 52′ 3″ N, 10° 41′ 24″ O)              | Wohn- und Geschäftshaus                 | Schutzumfang: Auf das Äußere des Gebäudes und das konstruktive Gerüst (Brandmauern, Dachstuhl, Balkenlagen) des Vorderhauses sowie auf den Seitenflügel in seiner Gesamtheit - Wohn- und Geschäftshaus mit Putzfassade aus der 2. Hälfte des 19. Jhd. (dreigeschossig und Attikageschoss), bestehend aus Vorderhaus und dreigeschossigem Seitenflügel - Schutzgrund: geschichtlich, wissenschaftlich, städtebaulich, Kulturlandschaft prägend | BW                               |
| 222           | Dr.-Julius-Leber-Straße 48 (53° 52′ 3″ N, 10° 41′ 25″ O)              | Klinkerbau                              | Schutzumfang: Auf das Äußere des Gebäudes insbesondere die Nordfassade zur Dr.-Julius-Leber-Straße - fünfgeschossiger expressionistischer Klinkerbau; Baujahr 1930; mit scharfkantiger Lisenengliederung in den 3 Hauptgeschossen und zurückgesetztem Dachgeschoss - Schutzgrund: geschichtlich, wissenschaftlich, städtebaulich, Kulturlandschaft prägend                                                                                    | weitere Fotos \| Fotos hochladen |
| 223           | Dr.-Julius-Leber-Straße 49 (53° 52′ 3″ N, 10° 41′ 27″ O)              | Bürgerhaus                              | Schutzumfang: Auf das gesamte Gebäude - Bürgerhaus mit Renaissance-Treppengiebel des 16. Jhd. - Schutzgrund: geschichtlich, wissenschaftlich, städtebaulich, städtebaulich | weitere Fotos \| Fotos hochladen |
| 224           | Dr.-Julius-Leber-Straße 51 (53° 52′ 3″ N, 10° 41′ 27″ O)              | Bürgerhaus                              | Schutzumfang: Auf das gesamte Gebäude bestehend aus Vorderhaus und Seitenflügel - Bürgerhaus mit Renaissance-Treppengiebel und Seitenflügel des 17. Jhd. - Schutzgrund: geschichtlich, Kulturlandschaft prägend | weitere Fotos \| Fotos hochladen |
| 225           | Dr.-Julius-Leber-Straße 53 (53° 52′ 3″ N, 10° 41′ 28″ O)              | Wohnhaus                                | Schutzumfang: Auf das Äußere des Gebäudes - Wohnhaus mit spätklassizistischer Fassade; Mitte des 19. Jhd. - Schutzgrund: geschichtlich, wissenschaftlich, städtebaulich, Kulturlandschaft prägend | weitere Fotos \| Fotos hochladen |
| 2593          | Dr.-Julius-Leber-Straße 54 (53° 52′ 2″ N, 10° 41′ 27″ O)              | Wohnhaus                                | Schutzumfang: Auf das gesamte Gebäude, bestehend aus Vorderhaus und Seitenflügel – ohne Quergebäude mit rückseitigem Hof und westlicher Grundstücksmauer (Glintmauer) - Schmales zweigeschossiges Wohnhaus - Schutzgrund: geschichtlich, städtebaulich | BW                               |
| 226           | Dr.-Julius-Leber-Straße 55 (53° 52′ 3″ N, 10° 41′ 28″ O)              | Bürgerhaus                              | Schutzumfang: Auf das Äußere des Gebäudes einschl. spätgotischem Hofgiebel - Bürgerhaus; zweieinhalbgeschossig; klassizistische Putzfassade - Schutzgrund: geschichtlich, wissenschaftlich, städtebaulich, Kulturlandschaft prägend | weitere Fotos \| Fotos hochladen |
| 1204          | Dr.-Julius-Leber-Straße 56 (53° 52′ 2″ N, 10° 41′ 27″ O)              | Giebelhaus                              | Schutzumfang: Auf das gesamte Gebäude bestehend aus Vorderhaus und Seitenflügel, sowie Hof mit querstehendem Hofgebäude (ehem. Werkstatt) - Sehr schmales, wohl auf die Zeit um 1600 zurückgehendes und später mehrfach verändertes Giebelhaus - Schutzgrund: geschichtlich, wissenschaftlich, städtebaulich, Kulturlandschaft prägend | BW                               |
| 227           | Dr.-Julius-Leber-Straße 58 (53° 52′ 2″ N, 10° 41′ 27″ O)              | Bürgerhaus                              | Schutzumfang: Auf das gesamte Gebäude, bestehend aus Vorderhaus, Seitenflügel sowie dem Garten - Bürgerhaus mit barockem Giebel des 18. Jhd. - Schutzgrund: geschichtlich, wissenschaftlich, städtebaulich, Kulturlandschaft prägend | weitere Fotos \| Fotos hochladen |
| 3950          | Dr.-Julius-Leber-Straße 58 (53° 52′ 2″ N, 10° 41′ 27″ O)              | Gartenanlage Dr.-Julius-Leber-Straße 58 | Gründenkmal | BW                               |
| 1694          | Dr.-Julius-Leber-Straße 61 (53° 52′ 3″ N, 10° 41′ 29″ O)              | Aktualisierung vorgesehen               | Schutzumfang: Aktualisierung vorgesehen | BW                               |
| 228           | Dr.-Julius-Leber-Straße 64 (53° 52′ 2″ N, 10° 41′ 28″ O)              | Bürgerhaus                              | Schutzumfang: Fassade an der Dr.-Jul.-Leber-Straße, Diele und Saal im OG des Flügelbaues - Bürgerhaus des 18. Jhd. mit Rokokofassade - Schutzgrund: geschichtlich, wissenschaftlich, städtebaulich, Kulturlandschaft prägend | weitere Fotos \| Fotos hochladen |
| 229           | Dr.-Julius-Leber-Straße 65 (53° 52′ 3″ N, 10° 41′ 30″ O)              | Bürgerhaus                              | Schutzumfang: Auf das Äußere des Gebäudes und erhaltenswerte Teile im Inneren - Bürgerhaus mit gotischem Stufengiebel - Schutzgrund: geschichtlich, wissenschaftlich, städtebaulich, Kulturlandschaft prägend | weitere Fotos \| Fotos hochladen |
| 230           | Dr.-Julius-Leber-Straße 67 (53° 52′ 3″ N, 10° 41′ 30″ O)              | Segebergs Elendenhaus                   | Schutzumfang: Fassade an der Dr.-Jul.-Leber-Straße und die Haustür - Ehem. Segebergs Elendenhaus; nach Brand 1568 neu errichtet 1570 - Schutzgrund: geschichtlich, wissenschaftlich, städtebaulich, städtebaulich | weitere Fotos \| Fotos hochladen |
| 231           | Dr.-Julius-Leber-Straße 68 (53° 52′ 2″ N, 10° 41′ 29″ O)              | Bürgerhaus                              | Schutzumfang: Auf das Äußere des Gebäudes insbesondere die Fassade zur Dr.-Julius-Leber-Straße - Bürgerhaus mit Renaissance-Treppengiebel des 17. Jhd. - Schutzgrund: geschichtlich, wissenschaftlich, städtebaulich, Kulturlandschaft prägend | weitere Fotos \| Fotos hochladen |
| 232           | Dr.-Julius-Leber-Straße 69 (53° 52′ 3″ N, 10° 41′ 31″ O)              | Wohnhaus                                | Schutzumfang: Auf das gesamte Gebäude bestehend aus Vorderhaus und Seitenflügel - dreigeschossiges, vierachsiges Wohnhaus, Vorderhaus und Seitenflügel - Schutzgrund: geschichtlich, wissenschaftlich, städtebaulich, Kulturlandschaft prägend | weitere Fotos \| Fotos hochladen |
| 233           | Dr.-Julius-Leber-Straße 71 (53° 52′ 2″ N, 10° 41′ 32″ O)              | Wohnhaus                                | Schutzumfang: Auf das Äußere des Gebäudes und erhaltenswerte Teile im Inneren - dreigeschossiges Wohnhaus, erbaut 1866 von Theodor Sartori im spätklassizistischen Stil - Schutzgrund: geschichtlich, wissenschaftlich, städtebaulich, Kulturlandschaft prägend | Fotos hochladen                  |
| 1695 Wikidata | Dr.-Julius-Leber-Straße 73 (53° 52′ 2″ N, 10° 41′ 34″ O)              | Johannis-Jungfrauenstift                | Schutzumfang: Auf das gesamte Gebäude auf umgebendem Freigelände mit Einfriedungen - 1903 (Inschrift) errichtetes ehem. Johannis-Jungfrauenstift für alleinstehende ältere Frauen, heute Altenheim - Eckgebäude – Rosengarten 7 - Schutzgrund: wissenschaftlich, geschichtlich, städtebaulich | weitere Fotos \| Fotos hochladen |
| 234           | Dr.-Julius-Leber-Straße 76 (53° 52′ 2″ N, 10° 41′ 31″ O)              | Bürgerhaus                              | Schutzumfang: Auf das Äußere des Gebäudes - Bürgerhaus mit gotischem Treppengiebel aus der Zeit um 1500 - Schutzgrund: geschichtlich, wissenschaftlich, städtebaulich, Kulturlandschaft prägend | weitere Fotos \| Fotos hochladen |
| 235           | Dr.-Julius-Leber-Straße 78 (53° 52′ 2″ N, 10° 41′ 31″ O)              | Ehem. Till-Gercken-Armenhaus            | Schutzumfang: Auf das gesamte Gebäude, bestehend aus Vorderhaus und Seitenflügel mit Seitenflügelverlängerung - Ehem. Till-Gercken-Armenhaus; im 15. Jhd. gegründet; 1827 mit dem von anderer Stelle hierher verlegten St.-Agneten-Armenhaus vereinigt - Schutzgrund: geschichtlich, wissenschaftlich, städtebaulich, Kulturlandschaft prägend                                                                                                | Fotos hochladen                  |

## Düstere Querstraße
Im Marien Quartier.
| Objekt-ID | Lage                                                 | Offizielle Bezeichnung | Beschreibung | Bild                             |
| --------- | ---------------------------------------------------- | ---------------------- | --- | -------------------------------- |
| 236       | Düstere Querstraße 8 (53° 51′ 48″ N, 10° 40′ 54″ O)  | Querhaus               | Schutzumfang: Auf das Äußere des Gebäudes insbesondere die Fassade zur Düsteren Querstraße - Querhaus mit barockem Dacherker - Schutzgrund: geschichtlich, wissenschaftlich, städtebaulich, Kulturlandschaft prägend | weitere Fotos \| Fotos hochladen |
| 237       | Düstere Querstraße 12 (53° 51′ 48″ N, 10° 40′ 54″ O) | Kleinwohnhaus          | Schutzumfang: Auf die Straßenfassade, Dachstuhl, Brandmauer, prof. Rähm im OG - Traufenständiges Kleinwohnhaus; zweigeschossig - Schutzgrund: geschichtlich, wissenschaftlich, technisch, Kulturlandschaft prägend   | weitere Fotos \| Fotos hochladen |

## Düvekenstraße
| Objekt-ID | Lage                                                | Offizielle Bezeichnung | Beschreibung | Bild                             |
| --------- | --------------------------------------------------- | ---------------------- | --- | -------------------------------- |
| 238       | Düvekenstraße 1–3 (53° 51′ 46″ N, 10° 41′ 18″ O)    | Backsteintraufenhaus   | Schutzumfang: Auf das Äußere der Gebäudegruppe - Backsteintraufenhaus; zweigeschossig; von 1491, unter einem gemeinsamen Dach mit den Gebäuden Düvekenstraße 5–9 (ungerade) und St.-Annen-Straße 17 - Schutzgrund: geschichtlich, wissenschaftlich, städtebaulich, Kulturlandschaft prägend                                                             | weitere Fotos \| Fotos hochladen |
| 239       | Düvekenstraße 5 (53° 51′ 46″ N, 10° 41′ 18″ O)      | Backsteintraufenhaus   | Schutzumfang: Auf das Äußere des Gebäudes - Backsteintraufenhaus; zweigeschossig - Schutzgrund: geschichtlich, wissenschaftlich, städtebaulich, Kulturlandschaft prägend | weitere Fotos \| Fotos hochladen |
| 240       | Düvekenstraße 6 (53° 51′ 45″ N, 10° 41′ 18″ O)      | Speichergebäude        | Schutzumfang: Auf das Äußere des Gebäudes - Speichergebäude; zweigeschossig; auf die 1. Hälfte des 14. Jahrhunderts zurückgehender Speicher des 18. Jahrhunderts - Schutzgrund: geschichtlich, wissenschaftlich, städtebaulich, Kulturlandschaft prägend                                                                                                | weitere Fotos \| Fotos hochladen |
| 241       | Düvekenstraße 7 (53° 51′ 45″ N, 10° 41′ 19″ O)      | Backsteintraufenhaus   | Schutzumfang: Auf das gesamte Gebäude - Kleines zweigeschossiges Backsteintraufenhaus mit vorgekragtem Fachwerkobergeschoss - Schutzgrund: geschichtlich, städtebaulich, Kulturlandschaft prägend | weitere Fotos \| Fotos hochladen |
| 242       | Düvekenstraße 9 (53° 51′ 45″ N, 10° 41′ 19″ O)      | Backsteintraufenhaus   | Schutzumfang: Auf das gesamte Gebäude - Kleines zweigeschossiges Backsteintraufenhaus mit vorgekragtem Fachwerkobergeschoss - Schutzgrund: geschichtlich, städtebaulich, Kulturlandschaft prägend | weitere Fotos \| Fotos hochladen |
| 243       | Düvekenstraße 11 (53° 51′ 45″ N, 10° 41′ 19″ O)     | Backsteintraufenhaus   | Schutzumfang: Auf das gesamte Gebäude - Kleines eingeschossiges Backsteintraufenhaus mit dreieckübergiebeltem Fachwerkdacherker und rundbogigem Portal; unter einem gemeinsamen Dach mit dem Gebäude Düvekenstraße 13 und dem 1614 errichteten Krankenhaus des St.-Annen-Klosters - Schutzgrund: geschichtlich, städtebaulich, Kulturlandschaft prägend | weitere Fotos \| Fotos hochladen |
| 244       | Düvekenstraße 13 (53° 51′ 45″ N, 10° 41′ 19″ O)     | Backsteintraufenhaus   | Schutzumfang: Auf das gesamte Gebäude - Kleines eingeschossiges Backsteintraufenhaus mit dreieckübergiebeltem Fachwerkdacherker und rundbogigem Portal; unter einem gemeinsamen Dach mit dem Gebäude Düvekenstraße 11 und dem 1614 errichteten Krankenhaus des St.-Annen-Klosters - Schutzgrund: geschichtlich, städtebaulich, Kulturlandschaft prägend | weitere Fotos \| Fotos hochladen |
| 245       | Düvekenstraße 15, 17 (53° 51′ 44″ N, 10° 41′ 20″ O) | Backsteintraufenhaus   | Schutzumfang: Auf das Äußere des Gebäudes - Backsteintraufenhaus; zweigeschossig; 1973/74 unter Verwendung von Fassadenelementen des 15./16. Jahrhunderts neu errichtetes Backstein-Traufenhaus - Schutzgrund: geschichtlich, wissenschaftlich, städtebaulich, Kulturlandschaft prägend                                                                 | weitere Fotos \| Fotos hochladen |
| 247       | Düvekenstraße 21 (53° 51′ 44″ N, 10° 41′ 21″ O)     | Eckhaus                | Schutzumfang: Auf das gesamte Gebäude - Eckhaus aus dem 18. Jhd.; heute einbezogen in die Anlage des St.-Annen-Museums - Schutzgrund: geschichtlich, wissenschaftlich, städtebaulich, Kulturlandschaft prägend | weitere Fotos \| Fotos hochladen |

## Ehemalige Kulturdenkmale
| Objekt-ID | Lage                                          | Offizielle Bezeichnung | Beschreibung | Bild                             |
| --------- | --------------------------------------------- | ---------------------- | --- | -------------------------------- |
| 103       | Balauerfohr 35 (53° 51′ 51″ N, 10° 41′ 27″ O) | Bürgerhaus             | Schutzumfang: Auf das Äußere des Gebäudes - Bürgerhaus mit Treppengiebel; spätes 16. Jhd. - Schutzgrund: geschichtlich, wissenschaftlich, städtebaulich, Kulturlandschaft prägend                                               | Fotos hochladen                  |
| 106       | Beckergrube 6 (53° 52′ 11″ N, 10° 41′ 13″ O)  | Bürgerhaus             | Schutzumfang: Auf das Äußere des Gebäudes - Bürgerhaus; dreigeschossig; klassizistische Putzfassade - Schutzgrund: geschichtlich, wissenschaftlich, städtebaulich, städtebaulich                                                | Fotos hochladen                  |
| 107       | Beckergrube 8 (53° 52′ 11″ N, 10° 41′ 13″ O)  | Bürgerhaus             | Schutzumfang: Auf das gesamte Gebäude - Bürgerhaus; klassizistische Fassade um 1800 - Schutzgrund: geschichtlich, wissenschaftlich, städtebaulich, städtebaulich                                                                | Fotos hochladen                  |
| 113       | Beckergrube 69 (53° 52′ 10″ N, 10° 40′ 56″ O) | Bürgerhaus             | Schutzumfang: Auf das Äußere des Gebäudes insbesondere die Fassade zur Beckergrube - Bürgerhaus mit Renaissance-Treppengiebel; 16. Jhd. - Schutzgrund: geschichtlich, wissenschaftlich, städtebaulich, Kulturlandschaft prägend | weitere Fotos \| Fotos hochladen |